# Narrativa gótica

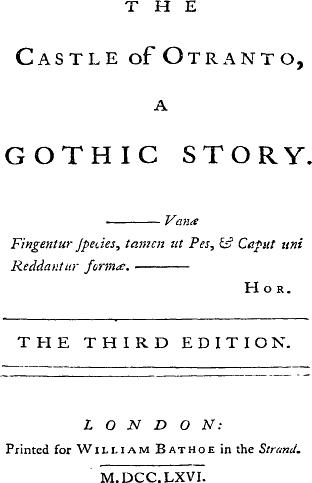
El castillo de Otranto (1764) es considerada la primera novela gótica. Su estética ha dado forma a libros, películas, arte, música y a la subcultura gótica actual.

La narrativa gótica es un género literario originado en Inglaterra a finales del siglo XVIII, relacionado con el género de terror. La narrativa o ficción gótica, que es ampliamente conocida por el subgénero del terror gótico, es un género o modo de literatura y cine que combina la ficción y el horror, la muerte y, en ocasiones, el romance. El nombre hace referencia a la arquitectura gótica de la Edad Media europea, característica de los escenarios de las primeras novelas góticas.
La primera obra que se autodenominó gótica fue la novela de Horace Walpole de 1764 El castillo de Otranto, subtitulada posteriormente Una historia gótica. Entre los autores del siglo XVIII figuran Clara Reeve, Ann Radcliffe, William Thomas Beckford y Matthew Lewis. La influencia gótica continuó a principios del siglo XIX; los poetas románticos y novelistas como Mary Shelley, Charles Maturin, Walter Scott y E. T. A. Hoffmann recurrían con frecuencia a motivos góticos en sus obras.
A principios de la época victoriana continuó el uso de la estética gótica en las novelas de Charles Dickens y las hermanas Brontë, así como en las obras de los escritores estadounidenses Edgar Allan Poe y Nathaniel Hawthorne. Otras obras posteriores muy conocidas fueron Drácula, de Bram Stoker, El escarabajo, de Richard Marsh y El extraño caso del doctor Jekyll y el señor Hyde, de Robert Louis Stevenson. Entre los autores del siglo XX figuran Daphne du Maurier, Stephen King, Shirley Jackson, Anne Rice y Toni Morrison.

## Introducción
El nombre de gótico, que originalmente se refería a los godos y luego pasó a significar alemán, se refiere a la arquitectura gótica de la época medieval de la historia europea, en la que tiene lugar muchas de estas historias, como castillos y monasterios medievales. En sentido estricto, el terror gótico fue una moda literaria, de origen fundamentalmente anglosajón, que se extendió desde finales del siglo XVIII hasta finales del siglo XIX, como reacción al Racionalismo. En la literatura de terror moderna los viejos arquetipos no desaparecieron totalmente.
El movimiento gótico surge en Inglaterra a finales del siglo XVIII. El renacimiento del gótico fue la expresión emocional, estética y filosófica que reaccionó contra el pensamiento dominante de la Ilustración, según el cual la humanidad sería capaz, solo en uso de la Razón, de llegar a obtener el conocimiento verdadero y la felicidad y virtud perfectas; aunque el Romanticismo demostraría que tan insaciable apetito de conocimiento dejaba de lado la idea de que el miedo podía ser también sublime.
Las ideas de orden de la Ilustración van siendo relegadas y dan paso a la afición por el gótico en Inglaterra y así se va abriendo camino para la fundación de una escuela de este tipo de literatura, derivada de modelos alemanes.
En los relatos propiamente góticos se advierte un erotismo larvado y un amor por lo decadente y ruinoso. La depresión profunda, la angustia, la soledad, el amor enfermizo, aparecen en estos textos vinculados con lo oculto y lo sobrenatural. La mayoría de los autores sostiene que el gótico ha sido el padre del género de terror, que con posterioridad explotó el fenómeno del miedo con menor interés en los sentimientos de depresión, decadencia y exaltación de lo ruinoso y macabro que fueron el sello de la literatura romántica goticista, y más énfasis en otros elementos.

## Características

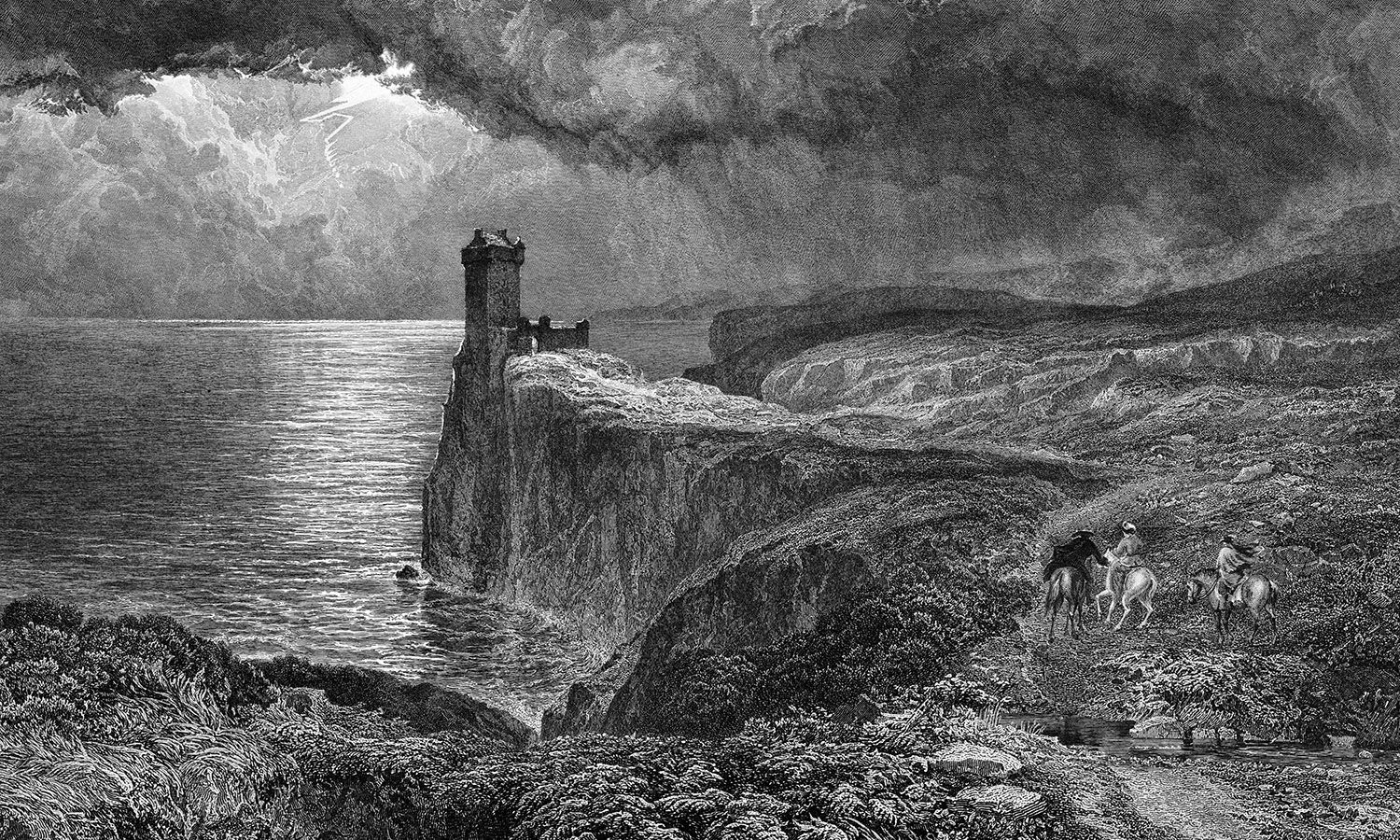
Las ruinas del castillo de Wolf Crag en La novia de Lammermoor (1819), de Walter Scott.

La narrativa gótica se caracteriza por un ambiente de miedo, la amenaza de sucesos sobrenaturales y la intrusión del pasado en el presente. El escenario suele incluir recuerdos físicos del pasado, especialmente a través de edificios en ruinas que se erigen como prueba de un mundo anteriormente próspero que está decayendo en el presente. Especialmente en los siglos XVIII y XIX, los escenarios característicos incluyen castillos, edificios religiosos como monasterios y conventos, y criptas así como tormentas y tempestades, la nocturnidad y los simple detalles truculentos; todo ello surgido muchas veces de leyendas populares. La atmósfera suele ser claustrofóbica y entre los elementos habituales de la trama se encuentran la persecución vengativa, el encarcelamiento y el asesinato. La representación de sucesos horribles en la ficción gótica sirve a menudo como expresión metafórica de conflictos psicológicos o sociales.
La forma de un relato gótico suele ser discontinua y enrevesada, incorporando a menudo relatos dentro de otros relatos, el uso de un estilo epistolar (carta), narradores cambiantes, recursos de encuadre como manuscritos descubiertos o historias interpoladas y una intensa carga descriptiva llamada efecto de realidad. Otras características, independientemente de su relevancia para la trama principal, pueden incluir estados similares al sueño y la muerte, entierros en vida, dobles, ecos o silencios antinaturales, el descubrimiento de lazos familiares ocultos, escritos ininteligibles, paisajes nocturnos, lugares remotos y sueños. Especialmente a finales del siglo XIX, la ficción gótica a menudo involucraba demonios y posesión demoníaca, fantasmas y otros tipos de espíritus malignos.
Las novelas góticas del siglo XVIII solían ambientarse en un pasado lejano y (en el caso de las novelas inglesas) en un país europeo distante, pero sin fechas concretas ni personajes históricos que caracterizaron el desarrollo posterior de la ficción histórica,los elementos sobrenaturales podían aparecer directamente o solamente ser sugeridos. Estas ubicaciones, en tiempo y espacio, respondían a la demanda de temas exóticos característica de la tendencia al medievalismo, el exotismo y el orientalismo propia de la sensibilidad romántica.
Según el ensayista César Fuentes Rodríguez, entre las características específicas de la novela gótica se encuentran las siguientes:
- La intriga se desarrolla en un viejo castillo o un monasterio (importancia del escenario arquitectónico, que sirve para enriquecer la trama).

- Atmósfera de misterio y suspenso (el autor crea un marco o escenario sobrenatural capaz, muchas veces por sí mismo, de suscitar sentimientos de misterio o terror).

- Profecía ancestral (una maldición pesa sobre la propiedad o sobre sus habitantes, presentes o remotos).

- Eventos sobrenaturales o de difícil explicación.

- Emociones desbocadas (los personajes están sujetos a pasiones desenfrenadas, accesos de pánico, agitaciones del ánimo tales como depresión profunda, angustia, paranoia, celos y amor enfermizo).

- Erotismo larvado (bajo la atmósfera de misterio laten conflictos amorosos mal resueltos y oscuros impulsos sentimentales. El paradigma de la doncella en apuros es muy frecuente; los personajes femeninos enfrentan situaciones que producen desmayos, gritos, llanto y ataques de nervios. Se apela al sentido de compasión del lector presentando a una heroína oprimida por angustiosos terrores que, normalmente, se convierte en el foco de la trama. Otro paradigma insoslayable es el de la figura masculina tiránica; suele tratarse de un padre, rey, marido o guardián que requiere de la doncella una acción indigna o inadmisible, sea el casamiento forzado, el sacrificio de su castidad o alguna acción todavía más siniestra).

- Falacia patética (las emociones de los protagonistas intervienen en la apariencia de las cosas, o bien el clima que rodea una escena define el estado de ánimo de los personajes).

La ficción gótica se mueve a menudo entre la alta cultura y la baja o cultura popular.

### Papel de la arquitectura

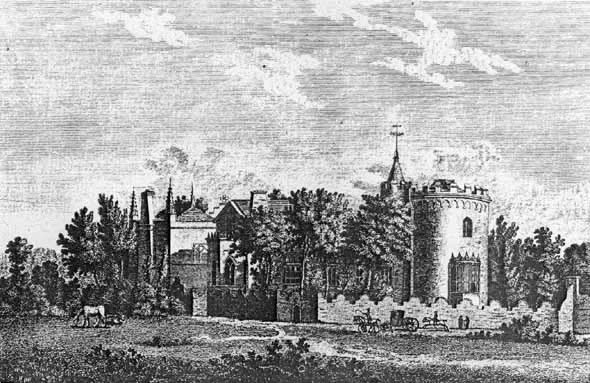
Strawberry Hill, villa inglesa de estilo neogótico, construida por el escritor gótico Horace Walpole

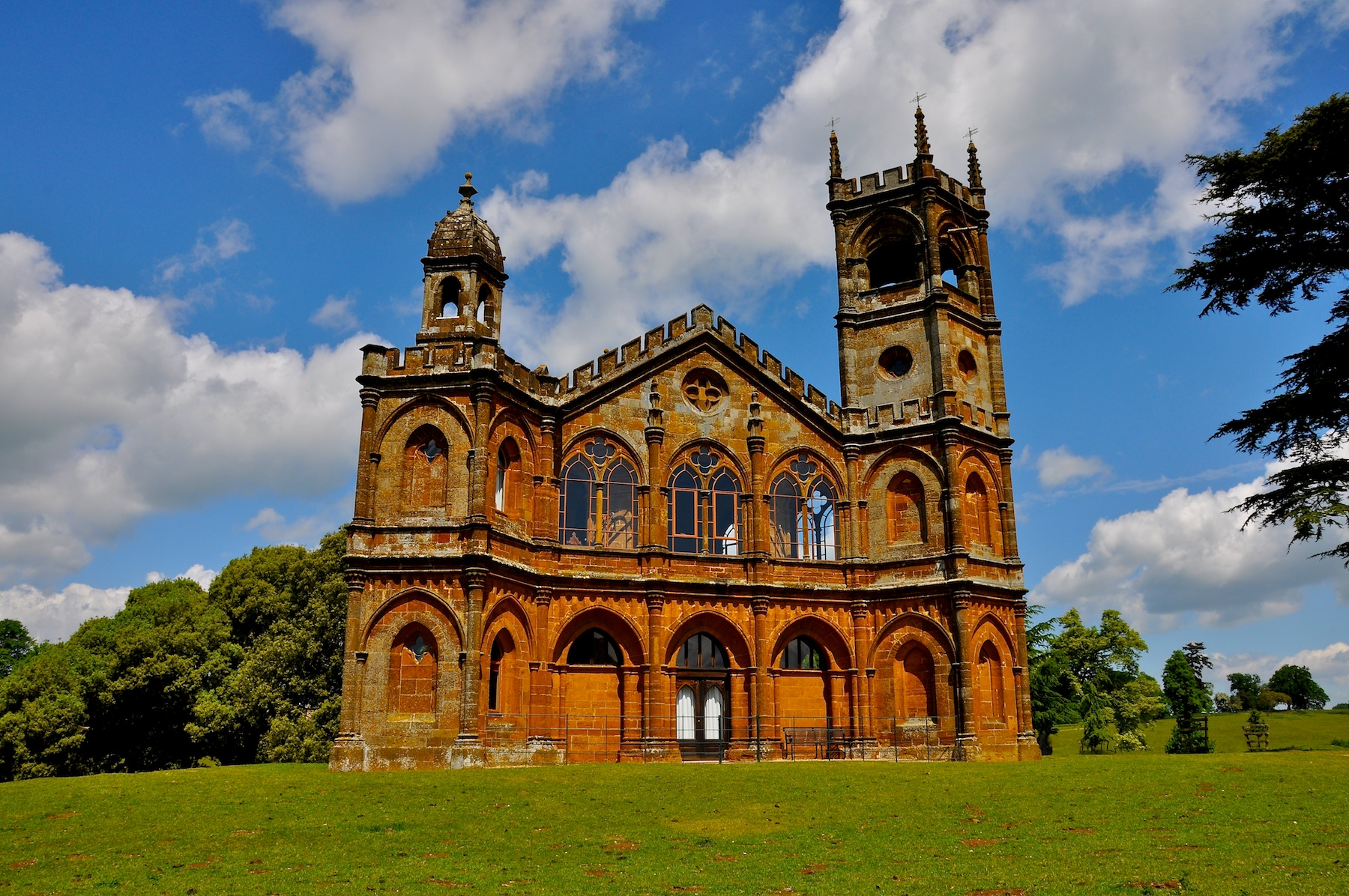
El templo gótico en los jardines de Stowe, Buckinghamshire, Reino Unido, construido en 1741 como ruina, diseñado por James Gibbs.

La literatura gótica está estrechamente relacionada con la arquitectura neogótica de la misma época. Los escritores góticos ingleses solían asociar los edificios medievales con lo que consideraban una época oscura y terrorífica, marcada por duras leyes impuestas mediante la tortura y por rituales misteriosos, fantásticos y supersticiosos. Al igual que los neogóticos rechazaban la claridad y el racionalismo del estilo neoclásico de la Ilustración, el gótico literario encarna la apreciación de los placeres de la emoción extrema, la sensación del miedo y el temor inherentes a lo sublime y la búsqueda de la atmósfera. Las ruinas góticas invocan múltiples emociones vinculadas al representar la decadencia inevitable y el colapso de las creaciones humanas; de ahí la necesidad de añadir ruinas falsas como reclamo en los parques paisajísticos ingleses.
Situar una historia en un edificio gótico tiene varias finalidades. Inspira sentimientos de asombro, implica que la historia se sitúa en el pasado, da una impresión de aislamiento o disociación del resto del mundo y transmite asociaciones religiosas. La ambientación de la novela en un castillo gótico pretendía dar a entender que se trataba de una historia ambientada en el pasado y envuelta en la oscuridad. La arquitectura servía a menudo de espejo para los personajes y los acontecimientos de la historia. Los edificios de El castillo de Otranto, por ejemplo, están plagados de túneles que los personajes utilizan para ir y venir en secreto. Este movimiento refleja los secretos que rodean la posesión del castillo por Manfred y cómo llegó a su familia.

### El gótico femenino
De los castillos, mazmorras, bosques y pasadizos ocultos del género de la novela gótica surgió el gótico femenino. Guiado por las obras de autoras como Ann Radcliffe, Mary Shelley y Charlotte Brontë, el gótico femenino permitió dar a conocer los deseos sociales y sexuales de las mujeres. En muchos aspectos, la lectora a la que iba dirigida la novela de la época era la mujer que, aun disfrutando de tales novelas, sentía que tenía que “dejar su libro con afectada indiferencia o momentánea vergüenza”, según Jane Austen. La novela gótica adquirió su forma para que las lectoras “recurrieran a los romances góticos en busca de apoyo para sus propios sentimientos encontrados”.
Las narraciones góticas femeninas se centran en temas como una heroína perseguida que huye de un padre villano y busca a una madre ausente. Al mismo tiempo, los escritores varones tienden a la transgresión masculina de los tabúes sociales. La aparición de la historia de fantasmas dio a las escritoras algo sobre lo que escribir además de la trama matrimonial común, permitiéndoles presentar una crítica más radical del poder masculino, la violencia y la sexualidad depredadora.
Cuando el gótico femenino coincide con lo sobrenatural explicado, la causa natural del terror no es lo sobrenatural, sino la desventaja femenina y los horrores sociales: la violación, el incesto y el control amenazador de un antagonista masculino. Las novelas góticas femeninas también abordan el descontento de las mujeres con la sociedad patriarcal, su difícil e insatisfactoria posición maternal y su papel dentro de esa sociedad. Los temores de las mujeres a quedar atrapadas en lo doméstico, a sus cuerpos, al matrimonio, al parto o al maltrato doméstico aparecen con frecuencia en el género.
Tras la característica secuencia argumental del Bildungsroman gótico, el gótico femenino permitía a las lectoras pasar de la “adolescencia a la madurez” ante las imposibilidades realizadas de lo sobrenatural. A medida que protagonistas como Adeline en El romance del bosque aprenden que sus fantasías y terrores supersticiosos son sustituidos por causas naturales y dudas razonables, el lector puede comprender la verdadera posición de la heroína: “La heroína posee el temperamento romántico que percibe lo extraño donde otros no lo ven. Su sensibilidad, por tanto, le impide saber que su verdadera situación es su condición, la desventaja de ser mujer”.

## Precursores
| Es la hora de la brujería de la noche, cuando los patios de las iglesias bostezan, y el mismo infierno exhala contagia a este mundo. Ahora podría beber sangre caliente, y hacer cosas tan amargas como el día temblaría al verlo. —Líneas de Hamlet de Shakespeare |

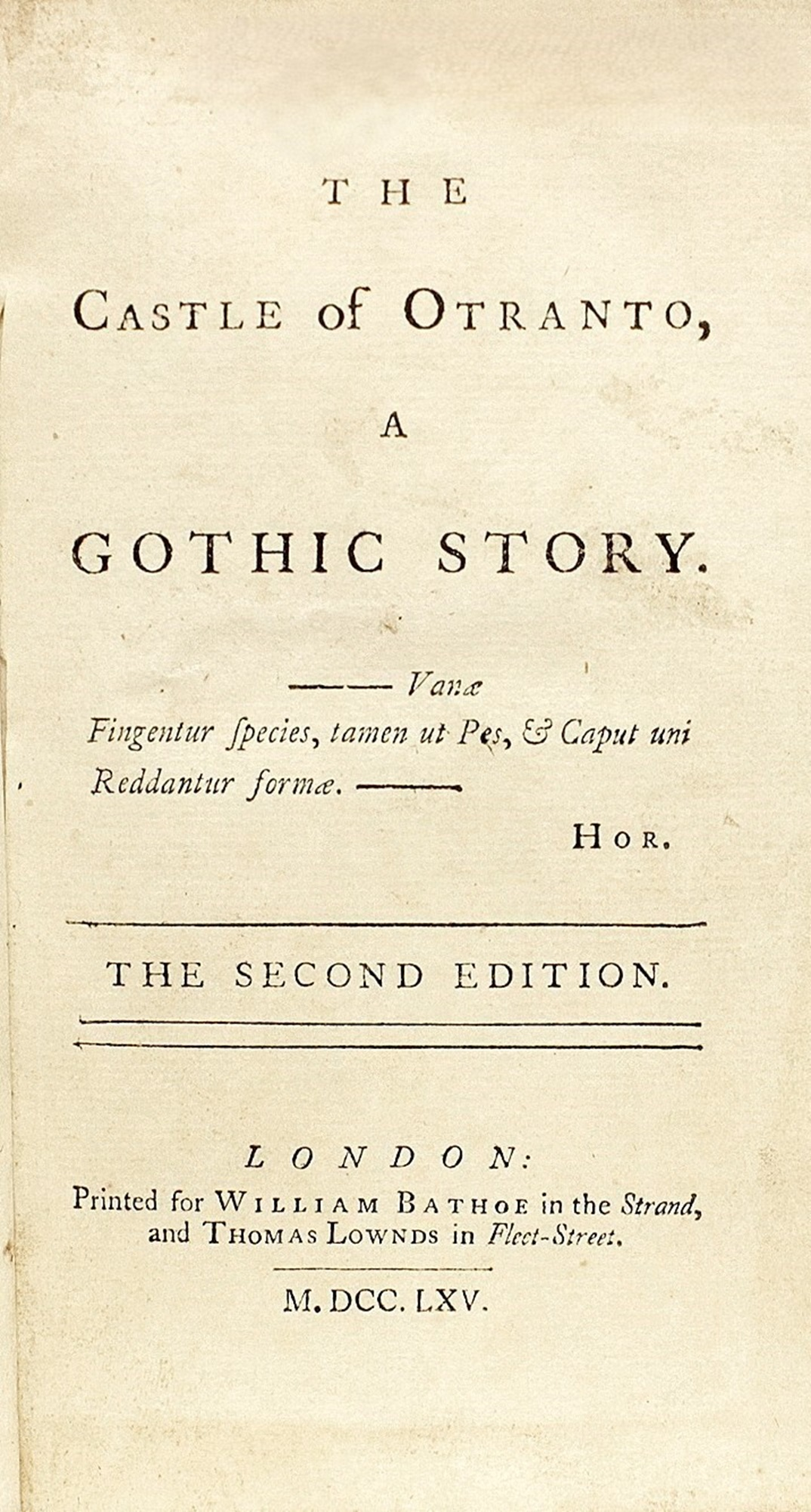
Página de título de la segunda edición de "El castillo de Otranto".

Los componentes que acabarían combinándose en la literatura gótica ya tenían una rica historia cuando Walpole presentó un manuscrito medieval ficticio en El castillo de Otranto en 1764.
Las obras de William Shakespeare, en particular, fueron un punto de referencia crucial para los primeros escritores góticos, tanto en un esfuerzo por dar credibilidad a sus obras como por legitimar ante el público el género emergente como literatura seria. Tragedias como Hamlet, Macbeth, El rey Lear, Romeo y Julieta y Ricardo III, con tramas que giran en torno a lo sobrenatural, la venganza, el asesinato, los fantasmas, la brujería y los presagios, escritas con patetismo dramático y ambientadas en castillos medievales, ejercieron una enorme influencia en los primeros autores góticos, que con frecuencia citan las obras de Shakespeare y hacen alusiones a ellas.
El paraíso perdido (1667) de John Milton también ejerció gran influencia entre los escritores góticos, que se sintieron especialmente atraídos por el trágico personaje del antihéroe Satán, que se convirtió en modelo para muchos carismáticos villanos góticos y héroes byronianos. La “versión de Milton del mito de la caída y la redención, la creación y la decreación, es, como revela de nuevo Frankenstein, un importante modelo para las tramas góticas”.
Alexander Pope, que ejerció una influencia considerable sobre Walpole, fue el primer poeta importante del siglo XVIII que escribió un poema de auténtico estilo gótico: Eloísa a Abelardo (1717), una historia de amantes separados, uno condenado a una vida de reclusión en un convento y el otro en un monasterio, que abunda en imágenes sombrías, terror religioso y pasión reprimida. La influencia del poema de Pope se encuentra en toda la literatura gótica del siglo XVIII, incluidas las novelas de Walpole, Radcliffe y Lewis.

### Imaginación misteriosa
La literatura gótica se describe a menudo con palabras como maravilla y terror. Este sentido de la maravilla y el terror que proporciona la suspensión de la incredulidad tan importante para el gótico —que, excepto cuando se parodia, incluso con todo su melodrama ocasional, se interpreta normalmente de forma directa, con seriedad— requiere que la imaginación del lector esté dispuesta a aceptar la idea de que podría haber algo “más allá de lo que está inmediatamente delante de nosotros”. La imaginación misteriosa necesaria para que la literatura gótica cobrara fuerza había ido creciendo desde mucho antes de la aparición del gótico. Esta necesidad surgió a medida que se exploraba más el mundo conocido, reduciendo los misterios geográficos del mundo. Los bordes del mapa se estaban rellenando y no se encontraban dragones. La mente humana necesitaba un sustituto. Clive Bloom teoriza que este vacío en el imaginario colectivo fue decisivo para desarrollar la posibilidad cultural del surgimiento de la tradición gótica.

### Medievalismo
El escenario de la mayoría de las primeras obras góticas era medieval, pero éste era un tema común mucho antes de Walpole. En Gran Bretaña, sobre todo, existía el deseo de recuperar un pasado común. Esta obsesión dio lugar con frecuencia a extravagantes muestras arquitectónicas, como la abadía de Fonthill y en ocasiones se celebraron torneos simulados. No sólo en la literatura se dejó sentir un renacimiento medieval, que también contribuyó a una cultura dispuesta a aceptar una obra que se percibía medieval en 1764.

### Lo macabro y mórbido
El gótico utiliza a menudo escenarios de decadencia, muerte y morbosidad para lograr sus efectos (sobre todo en la escuela italiana de terror del gótico). Sin embargo, la literatura gótica no fue el origen de esta tradición; era mucho más antigua. Los cadáveres, esqueletos y cementerios tan comúnmente asociados a las primeras obras góticas fueron popularizados por los poetas de cementerio. También estaban presentes en novelas como Diario del año de la peste, de Daniel Defoe, que contiene escenas cómicas de carros de la peste y montones de cadáveres. Ya antes, poetas como Edmund Spenser evocaban un ambiente lúgubre y triste en poemas como Epithalamion.

### Estética emocional
Todos los aspectos de la literatura pregótica aparecen en cierta medida en el gótico, pero incluso tomados en conjunto, no llegan a ser góticos de verdad. Lo que había que añadir era una estética que uniera los elementos. Bloom señala que esta estética debe adoptar la forma de un núcleo teórico o filosófico, necesario para “evitar que los mejores relatos se conviertan en mera anécdota o sensacionalismo incoherente”. En este caso, la estética debía ser emocional y la obra de Edmund Burke de 1757, Indagación filosófica sobre el origen de nuestras ideas acerca de lo sublime y de lo bello, “codificó por fin la experiencia emocional gótica”. En concreto, las ideas de Burke sobre lo sublime, el terror y la oscuridad fueron las más aplicables. Estos apartados pueden resumirse así: lo sublime es aquello que es o produce la “emoción más fuerte que la mente es capaz de sentir”; el terror evoca con mayor frecuencia lo sublime; y para causar terror, necesitamos cierta dosis de oscuridad –no podemos saberlo todo sobre aquello que induce terror– o de lo contrario “gran parte de la aprehensión se desvanece”; la oscuridad es necesaria para experimentar el terror de lo desconocido. Bloom afirma que el vocabulario descriptivo de Burke fue esencial para las obras románticas que acabaron informando al gótico.

### Influencias políticas
Se cree que el nacimiento de la literatura gótica estuvo influido por la agitación política. Los investigadores relacionaron su nacimiento con la Guerra Civil inglesa, que culminó en una rebelión jacobita (1745) más reciente a la primera novela gótica (1764). La memoria política colectiva y los profundos temores culturales asociados a ella probablemente contribuyeron a que los primeros villanos góticos fueran representantes literarios de barones tories o monárquicos derrotados que “se levantaban” de sus tumbas políticas en las páginas de las primeras novelas góticas para aterrorizar al lector burgués de la Inglaterra de finales del siglo XVIII.

### La traducción como narración enmarcada
Al menos dos autores góticos utilizan el concepto literario de traducción como un dispositivo narración enmarcada de sus novelas. La novela gótica de Ann Radcliffe El italiano cuenta con una narración enmarcada de peso, en la que su narrador afirma que la historia que el lector está a punto de escuchar ha sido grabada y traducida de un manuscrito confiado a un italiano por un amigo cercano que escuchó la historia en una confesión en una iglesia. Radcliffe utiliza este marco de traducción para dar evidencia de cómo su extraordinaria historia ha llegado al lector. En el prefacio ficticio de su novela gótica El castillo de Otranto, Horace Walpole afirma que su historia fue compuesta en Italia, grabada en alemán, luego descubierta y traducida al inglés. La historia de la traducción transnacional de Walpole le da a su novela un aire de exotismo tentador que es muy característico del género gótico.

## Novelas góticas delsigloXVIII

### Horace Walpole
La primera obra que se autodenominó gótica fue El castillo de Otranto (1764), de Horace Walpole.El propósito declarado de Walpole era combinar elementos del romance medieval, que consideraba demasiado fantasioso, y la novela moderna, que consideraba demasiado confinada al realismo estricto. La trama básica creó muchos otros de los rasgos genéricos esenciales del gótico, entre los que se incluyen los misterios amenazantes y las maldiciones ancestrales, así como innumerables cuartos o corredores ocultos y heroínas que se desmayan con frecuencia.
La primera edición presentaba la historia como una traducción de un manuscrito del siglo XVI y gozó de gran popularidad. En la segunda edición, Walpole se reveló como el autor, añadiendo el subtítulo Un cuento gótico. La revelación provocó la reacción de los lectores, que consideraban inapropiado que un autor moderno escribiera una historia sobrenatural en una época racional.El rechazo de los críticos reflejaba un sesgo cultural más amplio: el romance solía ser despreciado por los cultos como un tipo de escritura vulgar y degradada. La falsificación de Walpole, junto con la mezcla de historia y ficción, contravenía los principios de la Ilustración y le dio a la novela gótica una asociación con la documentación falsa.

### Clara Reeve
Clara Reeve, conocida por su obra The Old English Baron [El viejo barón inglés] (1778), se propuso tomar la trama de Walpole y adaptarla a las exigencias de la época equilibrando los elementos fantásticos con el realismo del siglo XVIII. En su prefacio, Reeve escribió: “Esta historia es hija literaria de El castillo de Otranto, escrita sobre el mismo plan, con un diseño que uniese las circunstancias más atractivas e interesantes del romance antiguo y la novela moderna”. Ahora surgía la pregunta de si eventos sobrenaturales que no fueran tan evidentemente absurdos como los de Walpole no llevarían a las mentes más simples a creer que eran posibles.

La contribución de Reeve en el desarrollo de la ficción gótica, por lo tanto, se puede mostrar en al menos dos frentes. En el primero, está el refuerzo del marco narrativo gótico, que se centra en expandir el dominio imaginativo para incluir lo sobrenatural sin perder el realismo que marca la novela pionera de Walpole. En segundo lugar, Reeve también buscó contribuir a la búsqueda de la fórmula adecuada para que la ficción fuese creíble y coherente. El resultado es que rechazó aspectos específicos del estilo de Walpole, como su tendencia a incorporar demasiado humor o elementos cómicos de tal manera que disminuya la capacidad del cuento gótico para inducir miedo. En 1777, Reeve enumeró los excesos de Walpole a este respecto:
Una espada tan grande que se necesitarían cien hombres para levantarla; un casco que por su propio peso fuerza un paso a través de un patio hacia una bóveda arqueada, lo suficientemente grande para que pase un hombre; una pintura que sale de su marco; un esqueleto fantasmagórico con capucha de ermitaño...
Aunque la sucesión de escritores góticos no prestó exactamente atención al enfoque de Reeve en el realismo emocional, fue capaz de plantear un marco que mantuviese a la ficción gótica dentro del ámbito de lo probable. Este aspecto sigue siendo un desafío para los autores de este género tras la publicación de The Old English Baron. Fuera de su contexto providencial, lo sobrenatural a menudo correría el riesgo de desviarse hacia lo absurdo.

### Ann Radcliffe

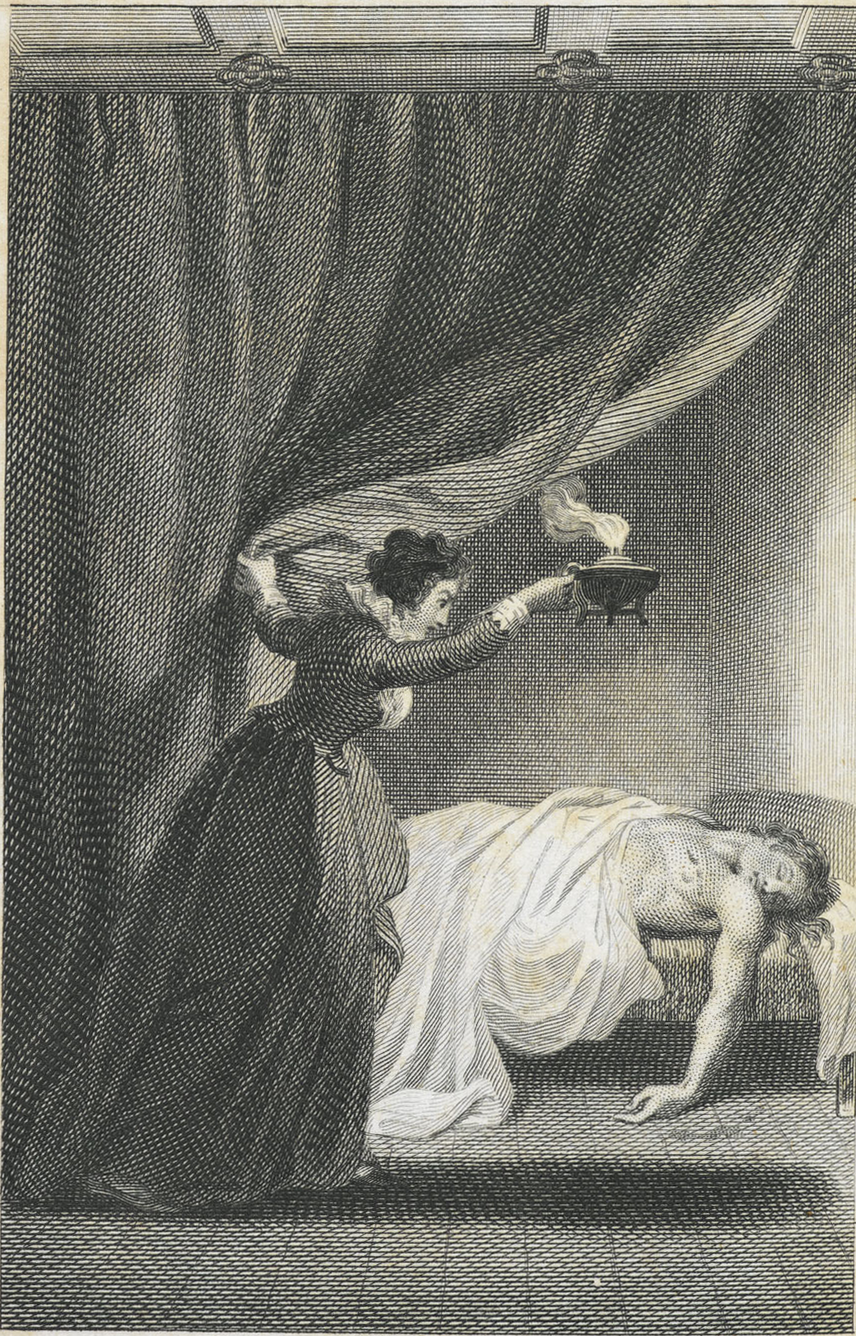
Los misterios de Udolfo (1794), de Ann Radcliffe, novela gótica de gran éxito. Se muestra el frontispicio de la 4.ª edición.

En el apogeo de la novela gótica, en la década de 1790, el género era casi sinónimo de Ann Radcliffe, cuyas obras eran muy esperadas y ampliamente imitadas. Radcliffe desarrolló la técnica de lo sobrenatural explicado en la que cada intrusión aparentemente sobrenatural se puede remontar finalmente a causas naturales. Radcliffe ha sido llamada tanto la Gran Hechicera como Madre Radcliffe debido a su influencia tanto en la literatura gótica como en el gótico femenino. El uso por parte de Radcliffe de elementos visuales y sus efectos constituye una estrategia innovadora para leer el mundo a través de patrones visuales lingüísticos y desarrollar una mirada ética, permitiendo a los lectores visualizar los eventos a través de palabras, comprender las situaciones y sentir el terror los personajes mismos están experimentando.
Entre otros elementos, Ann Radcliffe introdujo la taciturna figura del villano gótico (en A Sicilian Romance, ‘Un romance siciliano’) de 1790), un recurso literario que llegaría a ser definido como el héroe byroniano.
Especialmente populares fueron sus obras El romance del bosque (1791) y Los misterios de Udolfo (1794). En un ensayo sobre Radcliffe, Walter Scott, escribe sobre la popularidad de Udolfo en aquella época: “El mero nombre era fascinante y el público, que se abalanzó sobre él con toda la avidez de la curiosidad, se levantó de él con un apetito insaciable. Cuando una familia era numerosa, los volúmenes volaban y a veces se rompían de mano en mano”. Las novelas de Radcliffe se consideraban a menudo el opuesto femenino y racional de un gótico masculino más violentamente horripilante asociado con Matthew Lewis. La última novela de Radcliffe, El italiano (1797), respondía a El monje (1796) de Lewis.
Radcliffe también inspiró la idea emergente del feminismo gótico, que expresó a través de la idea del poder femenino a través de una debilidad fingida y actuada. El establecimiento de esta idea inició el movimiento del gótico femenino para “desafiar ... el concepto mismo de género”.
Radcliffe también proporcionó una estética para el género en un influyente artículo Sobre lo sobrenatural en la poesía, que examina la distinción y correlación entre el horror y el terror en la ficción gótica, utilizando las incertidumbres del terror en sus obras para producir un modelo de lo inquietante. Combinar experiencias de terror y asombro con la descripción visual fue una técnica que complació a los lectores y que distingue a Radcliffe de otros escritores góticos.

### William Beckford
En su novela Vathek (1786), escrita originalmente en francés, Beckford capitalizó la obsesión del siglo XVIII por todo lo oriental, combinándola con los estilos góticos de El castillo de Otranto de Horace Walpole.

### Matthew Lewis
El espeluznante relato del novelista inglés Matthew Lewis sobre libertinaje monástico, magia negra y satanismo titulado El monje (1796) introdujo el modo continental del horror a Inglaterra. La forma en que Lewis presenta a monjes depravados, inquisidores sádicos y monjas espectrales —y su perspectiva injuriosa sobre la Iglesia católica— horrorizó a algunos lectores, pero El monje fue importante para el desarrollo del género.
El monje tuvo influencia incluso en Ann Radcliffe en su última novela, El italiano (1797). En este libro, los desventurados protagonistas se ven atrapados en una red de engaños por parte de un monje maligno llamado Schedoni y finalmente son llevados ante los tribunales de la Inquisición en Roma, lo que lleva a un contemporáneo a comentar que si Radcliffe deseaba trascender el horror de estas escenas, tendría que visitar el infierno mismo.

#### Otras novelas góticas de la época son
- 1789, Zeluco: Various Views of Human Nature, Taken from Life and Manners, Foreign and Domestic de John Moore
- 1793, Castle of Wolfenbach de Eliza Parsons
- 1794, The Necromancer; or, The Tale of the Black Forest de "Ludwig Flammenberg" (pseudónimo de Carl Friedrich Kahlert)
- 1794, The Cavern of Death, Anónimo
- 1794, Caleb Williams de William Godwin
- 1795, The Castle of Ollada de Francis Lathom
- 1796, The Mysterious Warning, a German Tale de Eliza Parsons
- 1796, Horrid Mysteries de Peter Will
- 1796, The Mystery of the Black Tower de John Palmer
- 1798, Clermont, de Regina Maria Roche
- 1798, Wieland de Charles Brockden Brown
- 1798, The Orphan of the Rhine de Eleanor Sleath
- 1798, The Midnight Bell de Francis Lathom
- 1798, Edgar; or, The Phantom of the Castle de Richard Sicklemore
- 1798, The Animated Skeleton, anónimo
- 1799, The Abbess de William Henry Ireland
- 1799, Ethelvina; or, The House of Fitz-Auburnerf de T. J. Horsley Curties
- 1801, Lusignan; or, The Abbaye of La Trappe, anónimo
- 1801, Martyn of Fenrose; or, The Wizard and the Sword de Henry Summersett
- 1802, Who's the Murderer de Eleanor Sleath
- 1802, Astonishment!!! de Francis Lathom
- 1806, The Mystic Sepulchre de John Palmer, Jr.
- 1806, The Castle of Berry Pomeroy de Edward Montague
- 1807, The Fatal Vow; or, St. Michael's Monastery de Francis Lathom
- 1807, The Demon of Sicily de Edward Montague
- 1808, The Witch of Ravensworth de George Brewer
- 1809, Ennui de Maria Edgeworth
- 1809, Manfroné; or, The One-Handed Monk de Mary Ann Radcliffe
- 1810, Zastrozzi: A Romance de Percy Bysshe Shelley
- 1811, Pyrenean Banditti de Eleanor Sleath
- 1811, The Caledonian Bandit; or, The Heir of Duncaethal de Mrs. Smith
- 1811, The Mysterious Hand, or, Subterranean Horrours! de Augustus Jacob Crandolph
- 1813, The Forest of Valancourt; or, The Haunt of the Banditti de Peter Middleton Darling
- 1814, The Vaults of Lepanto de T. R. Tuckett
- 1815, Barozzi; or, The Venetian Sorceress de Mrs. Smith

Así como un gran número de obras anónimas publicadas por la editorial Minerva Press.

## Desarrollos contemporáneos
En la Europa continental, los movimientos literarios románticos dieron lugar a géneros góticos afines, como el Schauerroman alemán y el Roman noir francés.
El término Schauerroman a veces se equipara con el término novela gótica, pero esto es cierto solo en parte. Ambos géneros se basan en el lado aterrador de la Edad Media y, con frecuencia, ambos presentan los mismos elementos (castillos, fantasmas, monstruos, etc.). Sin embargo, los elementos clave del Schauerroman son la nigromancia y las sociedades secretas y es notablemente más pesimista que la novela gótica británica. Todos esos elementos son la base de la novela inacabada de Friedrich von Schiller, Der Geisterseher – Aus den Papieren des Grafen von O (‘El que ve fantasmas’, 1786-1789). El tema de las sociedades secretas también está presente en los Misterios Hórridos (1791-1794) de Karl Grosse y en Rinaldo Rinaldini, der Räuberhauptmann (Rinaldo Rinaldini, el capitán ladrón) (1797) de Christian August Vulpius.
Otros autores y obras tempranas incluyeron a Christian Heinrich Spiess, con sus obras Das Petermännchen (1793), Der alte Überall und Nirgends (1792), Die Löwenritter (1794) y Hans Heiling, vierter und letzter Regent der Erd- Luft- Feuer- und Wasser-Geister (1798). Asimismo, el cuento de Heinrich von Kleist “Das Bettelweib von Locarno” (La mendiga de Locarno, 1797) y Der blonde Eckbert (Eckbert, el rubio, 1797) y Der Runenberg (1804) de Ludwig Tieck. Ejemplos tempranos de gótico escrito por mujeres incluyen Das höfliche Gespenst (1797) y Graumännchen oder die Burg Rabenbühl: eine Geistergeschichte altteutschen Ursprungs (1799) de Sophie Albrecht.
El roman noir (novela negra) apareció en Francia, por escritores como François Guillaume Ducray-Duminil, Baculard d'Arnaud y Madame de Genlis.
El marqués de Sade utilizó un marco subgótico para algunas de sus obras de ficción, en particular Justine o los infortunios de la virtud (1791) y Eugenie de Franval, si bien el propio marqués nunca pensó en sus obras de esta manera. Sade criticó el género en el prefacio de sus Reflexiones sobre la novela (1800) afirmando que el gótico es “el producto inevitable del choque revolucionario con el que resonó toda Europa”. Los críticos contemporáneos del género también notaron la correlación entre El Terror de la revolución francesa y la escuela terrorista de la escritura representada en Radcliffe y Lewis.

## Segunda generación oJüngere Romantik
La poesía, las aventuras románticas y el carácter de Lord Byron, caracterizado por su despechada amante Lady Caroline Lamb como “loco, malo y peligroso de conocer”, fueron otra inspiración para la novela gótica, proporcionando el arquetipo del héroe byroniano. Por ejemplo, Byron es el personaje principal de la novela gótica de Lady Caroline Glenarvon (1816).

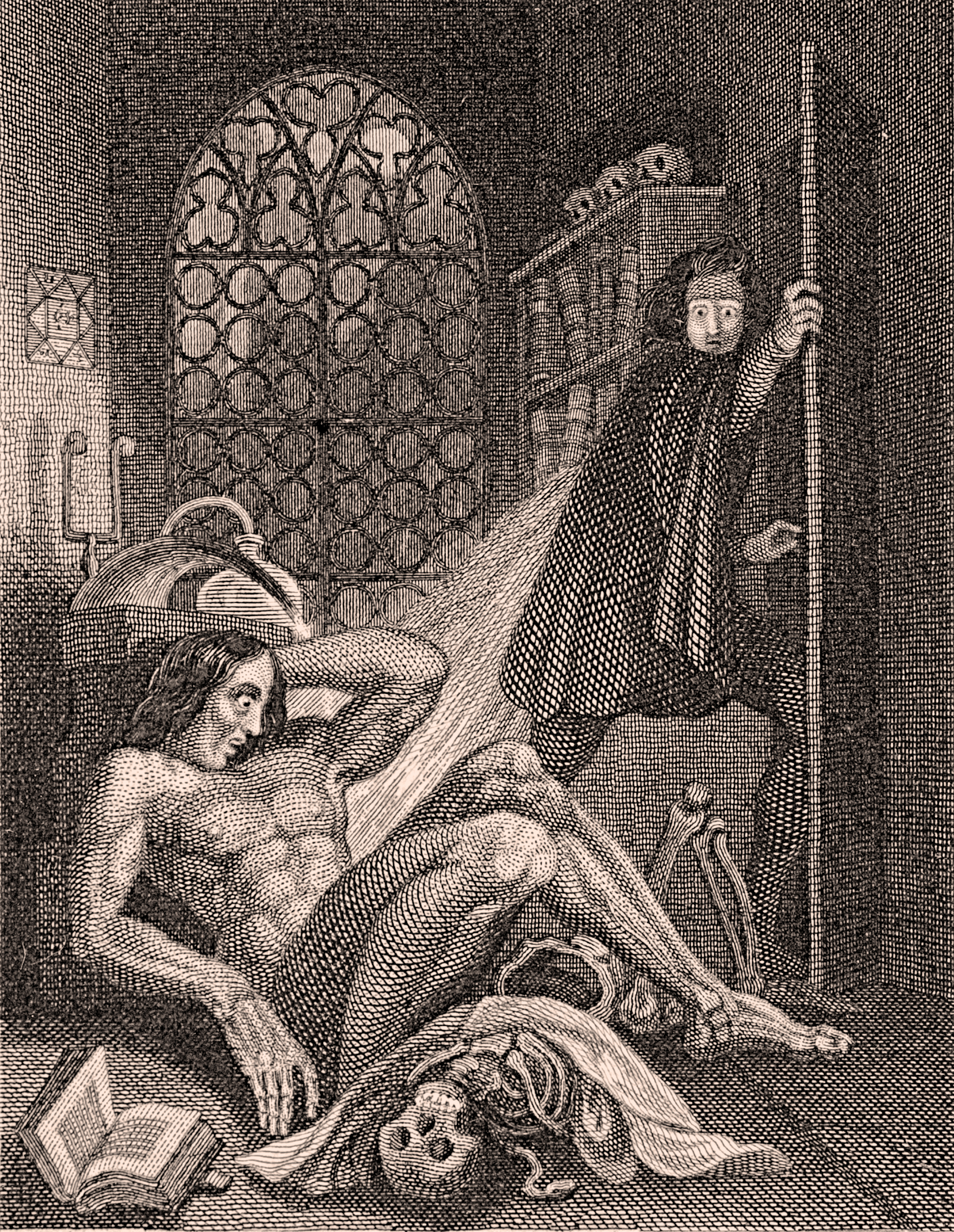
Frankenstein o el moderno Prometeo (1818), de Mary Shelley, ha pasado a definir la ficción gótica del Romanticismo. Frontispicio de la edición de 1831.

Byron fue también el anfitrión del célebre concurso de relatos de fantasmas en el que participaron él mismo, Percy Bysshe Shelley, Mary Shelley y John William Polidori en la Villa Diodati, a orillas del lago Lemán, en el verano de 1816. En esta ocasión se publicaron Frankenstein, o el moderno Prometeo (1818), de Mary Shelley y El vampiro (1819), de Polidori, en la que aparece el byroniano Lord Ruthven. El crítico cultural Christopher Frayling considera que El vampiro es una de las obras de ficción más influyentes jamás escritas y que generó una fiebre por la ficción vampírica y el teatro (y, últimamente, el cine) que no ha cesado hasta nuestros días. Aunque claramente influida por la tradición gótica, la novela de Mary Shelley se considera a menudo la primera novela de ciencia ficción, a pesar de que la novela carece de cualquier explicación científica para la animación del monstruo y se centra en cambio en los dilemas morales y las consecuencias de tal creación.
En La Belle Dame sans Merci (1819) y en Isabella, or the Pot of Basil (1820), de John Keats, aparecen damas misteriosamente feéricas. En este último poema, los nombres de los personajes, las visiones oníricas y los macabros detalles físicos están influidos por las novelas de la primera gótica Ann Radcliffe.
A pesar de ser el precursor de la novela histórica y de alejar la popularidad de la ficción gótica, Walter Scott emplea con frecuencia elementos góticos en sus novelas y poesías. Scott se basó en el folclore oral, los cuentos de hoguera y las supersticiones antiguas, a menudo yuxtaponiendo la racionalidad y lo sobrenatural. Novelas como La novia de Lammermoor (1819), en la que los destinos de los personajes se deciden por supersticiones y profecías, o el poema Marmion (1808), en el que una monja es emparedada viva dentro de un convento, ilustran la influencia y el uso que Scott hizo de los temas góticos.
Un ejemplo tardío de novela gótica tradicional es Melmoth el errabundo (1820), de Charles Maturin, que combina temas de anticatolicismo con un héroe byroniano marginado. La momia, de Jane C. Loudon (1827), presenta motivos, personajes y argumento góticos estándar, pero con un giro significativo: está ambientada en el siglo XXII y especula sobre fantásticos avances científicos que podrían haber ocurrido cuatrocientos años en el futuro, lo que la convierte, junto con Frankenstein, en uno de los primeros ejemplos del género de ciencia ficción desarrollado a partir de tradiciones góticas.
Durante dos décadas, el autor más famoso de la literatura gótica en Alemania fue el polímata E. T. A. Hoffmann. El monje de Lewis influyó en él e incluso lo mencionó en su novela Los elixires del diablo (1815). La novela explora el motivo del Doppelgänger, término acuñado por otro autor alemán y seguidor de Hoffmann, Jean-Paul, en su novela humorística Siebenkäs (1796-1797). También escribió una ópera basada en el cuento gótico Undine (1816), de Friedrich de la Motte Fouqué, para la que de la Motte Fouqué escribió el libreto. Además de Hoffmann y de la Motte Fouqué, otros tres autores importantes de la época fueron Joseph Freiherr von Eichendorff (La estatua de mármol, 1818), Ludwig Achim von Arnim (Die Majoratsherren, 1819) y Adelbert von Chamisso (Peter Schlemihls wundersame Geschichte, 1814). Después de ellos, Wilhelm Meinhold escribió La bruja de ámbar (1838) y Sidonia von Bork (1847).
En España, el sacerdote Pascual Pérez Rodríguez fue el novelista más diligente en la vía gótica, estrechamente alineada con lo sobrenatural explicado por Ann Radcliffe. Al mismo tiempo, el poeta José de Espronceda publicó El estudiante de Salamanca (1837-1840), un poema narrativo que presenta una horrible variación de la leyenda de Don Juan.

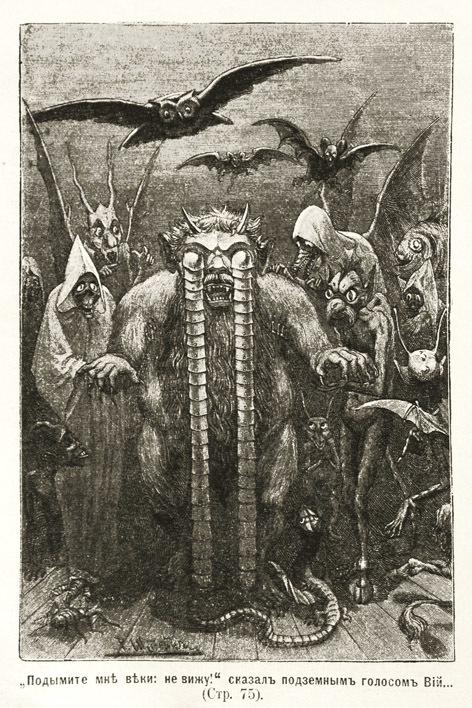
Viy, señor de los infiernos, del cuento homónimo de Gogol

En Rusia, entre los autores de la época romántica figuran Antony Pogorelsky (seudónimo de Alexey Alexeyevich Perovsky), Orest Somov, Oleksa Storozhenko, Alexandr Pushkin, Nikolai Alekseevich Polevoy, Mijaíl Lérmontov (por su obra Stuss) y Alexander Bestuzhev-Marlinsky. Pushkin es especialmente importante, ya que su cuento de 1833 La reina de picas fue tan popular que fue adaptado a óperas y posteriormente a películas por artistas rusos y extranjeros. Algunas partes de Un héroe de nuestro tiempo (1840), de Mijail Yurievich Lermontov, también se consideran pertenecientes al género gótico, pero carecen de los elementos sobrenaturales de otros relatos góticos rusos.
En la actualidad también se considera que pertenecen al género gótico los siguientes poemas: “Lila” de Meshchevskiy, “Olga” de Katenin, “El novio” de Pushkin, “El sepulturero” de Pletnev y “Demonio” de Lermontov (1829-1839).
El autor clave de la transición del Romanticismo al Realismo, Nikolai Vasilievich Gogol, que fue también uno de los autores más importantes del Romanticismo, produjo varias obras que pueden calificarse de ficción gótica. Cada una de sus tres colecciones de cuentos contiene relatos que pertenecen al género gótico o contienen elementos góticos. Entre ellas figuran “La víspera de San Juan” y “Una venganza terrible”, de Veladas en un caserío de Dikanka (1831-1832), “El retrato”, de Arabescos (1835) y “Viy”, de Mirgorod (1835). Aunque todas son bien conocidas, esta última es probablemente la más famosa, ya que ha inspirado al menos ocho adaptaciones cinematográficas (dos de ellas se consideran hoy perdidas), una película de animación, dos documentales y un videojuego. La obra de Gogol difiere de la ficción gótica europea occidental ya que sus influencias culturales se basaron en el folclore ucraniano, el estilo de vida cosaco y, como hombre religioso, el cristianismo ortodoxo.
Otros autores relevantes de esta época son Vladimir Fiodorovich Odoevsky (El cadáver viviente, escrito en 1838, publicado en 1844, El fantasma, La sílfide, así como relatos cortos), el conde Aleksey Konstantinovich Tolstoi (La familia del Vourdalak de 1839 y El vampiro de 1841), Mikhail Zagoskin (Invitados inesperados), Józef Sękowski/Osip Senkovsky (Antar) y Yevgeny Baratynsky (El anillo).

## Críticas y parodias

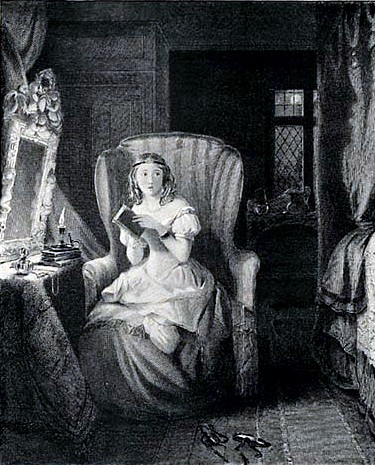
Catherine Morland, la ingenua protagonista de La abadía de Northanger (1818), la parodia gótica de Jane Austen

La saturación de literatura de inspiración gótica durante la década de 1790 fue mencionada en una carta de Samuel Taylor Coleridge, en la que escribía el 16 de marzo de 1797: “de hecho, estoy casi cansado de lo terrible, después de haber sido un asalariado en la Critical Review durante los últimos seis u ocho meses – he estado revisando El monje, El italiano, Hubert de Sevrac, etc. – en todos los cuales mazmorras y viejos castillos, y casas solitarias junto al mar y cavernas y bosques y personajes extraordinarios y toda la tribu del horror y misterio, se han agolpado en mí – incluso hasta la saciedad”.
Los excesos, estereotipos y frecuentes absurdos del género gótico lo convirtieron en un rico territorio para la sátira. Después de 1800 hubo un periodo en el que las parodias góticas superaron en número a las novelas góticas futuras. En La heroína, de Eaton Stannard Barrett (1813), los tropos góticos se exageran para lograr un efecto cómico. En la novela de Jane Austen La abadía de Northanger (1818), la ingenua protagonista, una mujer llamada Catherine, se concibe a sí misma como heroína de un romance radcliffeano e imagina asesinatos y villanías por doquier. Sin embargo, la verdad resulta ser mucho más prosaica. Esta novela también destaca por incluir una lista de obras góticas tempranas conocidas como las Espeluznantes novelas de Northanger.
Otro ejemplo de parodia gótica en una línea similar es The Heroine de Eaton Stannard Barrett (1813). Cherry Wilkinson, una protagonista fatua apasionada a la lectura de novelas, se imagina a sí misma como la heroína de un romance gótico. Percibe y modela la realidad de acuerdo con los estereotipos y las estructuras argumentales típicas de la novela gótica, lo que lleva a una serie de hechos absurdos que culminan en una catástrofe. Después de su ruina, sus afectaciones e imaginaciones excesivas finalmente se ven sometidas por la voz de la razón en la forma de Stuart, una figura paterna, bajo cuya guía la protagonista recibe una sólida educación y corrección de su mal encaminado gusto.

## Ficción gótica delsigloXIX

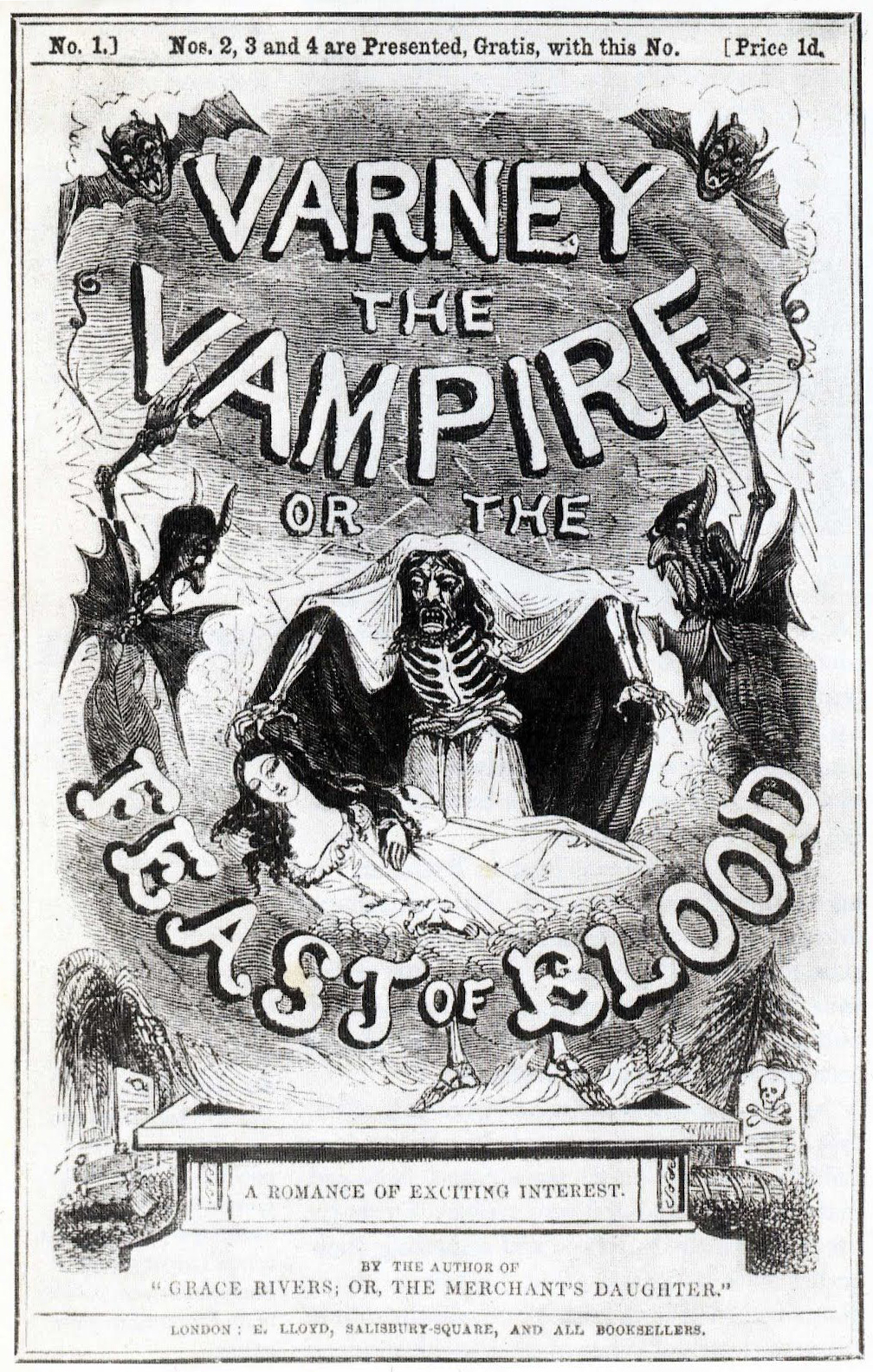
Portada de una publicación de Varney el vampiro, 1845

En la época victoriana, el gótico había dejado de ser el género dominante en las novelas inglesas, sustituido en parte por una ficción histórica más sosegada. Sin embargo, los relatos góticos siguieron siendo populares, publicados en revistas o en pequeños folletos llamados penny dreadfuls. En Inglaterra, uno de los penny dreadfuls más influyentes es Varney el vampiro (1847), de autor anónimo, que introdujo el tropo de los vampiros con dientes afilados. Otro autor inglés notable de penny dreadfuls es George W. M. Reynolds, conocido por The Mysteries of London (1844), Faust (1846), Wagner the Wehr-wolf (1847) y The Necromancer (1857).
El escritor gótico más influyente de este periodo fue el estadounidense Edgar Allan Poe, autor de numerosos relatos y poemas que reinterpretan los tropos góticos. Poe se centró menos en los elementos tradicionales de las historias góticas y más en la psicología de sus personajes, que a menudo descendían a la locura. Los críticos de Poe se quejaban de sus cuentos alemanes, a lo que respondió, “el terror no es de Alemania, sino del alma”. Poe, siendo él mismo un crítico, creía que el terror era un tema literario legítimo. Su relato “La caída de la Casa Usher” (1839) retoma los tropos góticos clásicos de la decadencia aristocrática, la muerte y la locura. Es considerado actualmente el maestro del gótico estadounidense.
Los cuentos de Elizabeth Gaskell “The Doom of the Griffiths” (1858), “Lois the Witch” y “The Grey Woman” emplean uno de los temas más comunes de la ficción gótica: el poder de los pecados ancestrales para maldecir a las generaciones futuras, o el miedo a que lo hagan.
En España, Gustavo Adolfo Bécquer destacó con sus poemas románticos y relatos cortos, algunos de los cuales describían sucesos sobrenaturales. Destacan cuentos como “Maese Pérez el organista”, “El Miserere” y “El Monte de las ánimas”. Hoy algunos lo consideran el escritor español más leído después de Miguel de Cervantes.

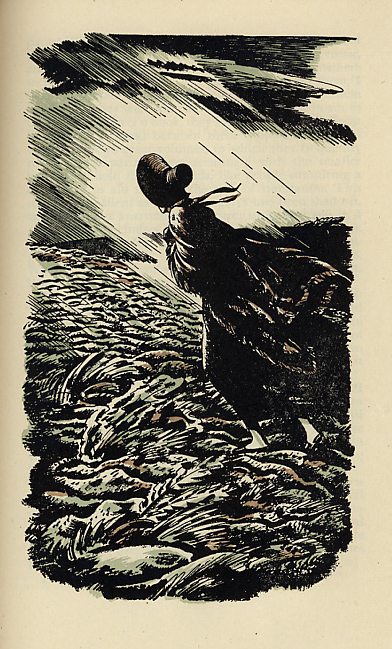
La prueba de Jane Eyre a través de los páramos en Jane Eyre (1847), de Charlotte Brontë.

Además de estas ficciones góticas breves, algunas novelas se inspiraron en el gótico. Cumbres Borrascosas (1847), de Emily Brontë, traslada el gótico a los lóbregos páramos de Yorkshire y presenta apariciones fantasmales y un héroe byroniano en la persona del demoníaco Heathcliff. Las ficciones de las Brontë fueron citadas por la crítica feminista Ellen Moers como ejemplos primordiales del gótico femenino, al explorar el atrapamiento de la mujer en el espacio doméstico y su sometimiento a la autoridad patriarcal y los intentos transgresores y peligrosos de subvertir y escapar de tal restricción. Cathy, de Emily y Jane Eyre, de Charlotte Brontë, son ejemplos de protagonistas femeninas en este tipo de papeles. El potboiler gótico de Louisa May Alcott, A Long Fatal Love Chase (escrito en 1866 pero publicado en 1995), es también una muestra interesante de este subgénero. Además de Jane Eyre, Villette, de Charlotte Brontë, también muestra la influencia gótica. Como otros ejemplos del gótico femenino, este libro emplea lo sobrenatural explicado. A lo largo del libro, una monja fantasmal persigue a la protagonista, Lucy Snowe. El médico amigo de Lucy sugiere que la monja es producto de su imaginación, pero el final del libro revela que la monja era un pretendiente disfrazado que venía a visitar a Ginebra, una amiga de Lucy. Otra característica gótica de Villette es su sesgo anticatólico. Al igual que otras novelas góticas, como El italiano de Radcliffe, está ambientada en un país católico. Lucy Snowe dice constantemente cosas negativas sobre el catolicismo y sobre determinadas personas católicas. Como protestante inglesa, Lucy está muy fuera de lugar en su entorno católico.

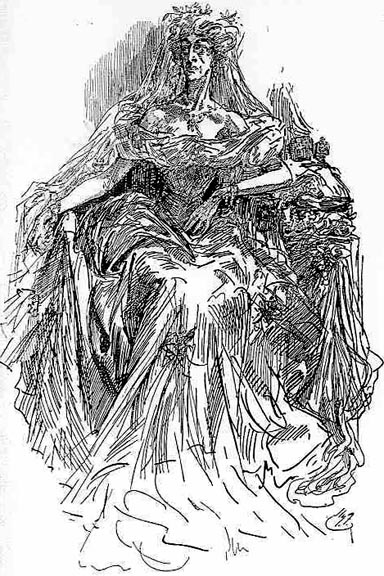
Miss Havisham de Grandes esperanzas de Dickens.

El género también ejerció una gran influencia en escritores de la corriente dominante, como Charles Dickens, que leyó novelas góticas cuando era adolescente e incorporó su atmósfera sombría y su melodrama a sus obras, trasladándolas a una época más moderna y a un entorno urbano; por ejemplo, en Oliver Twist (1837-1838), Bleak House (1854) y Grandes esperanzas (1860-1861). Estas obras yuxtaponen la civilización rica, ordenada y opulenta con el desorden y la barbarie de los pobres de la misma metrópoli. A Bleak House, en particular, se le atribuye la introducción de la niebla urbana en la novela, que se convertiría en una característica frecuente de la literatura y el cine gótico urbano (Mighall 2007). Miss Havisham, de Grandes esperanzas, es uno de los personajes más góticos de Dickens. La amargada reclusa que se encierra en su lúgubre mansión desde que fue plantada en el altar el día de su boda. Su obra más explícitamente gótica es su última novela, El misterio de Edwin Drood, que no llegó a terminar y se publicó inacabada a su muerte en 1870. El ambiente y los temas de la novela gótica fascinaban especialmente a los victorianos, obsesionados por los rituales de duelo, los mementos y la mortalidad en general.
En Alemania, Jeremias Gotthelf escribió La araña negra (1842), obra alegórica que utiliza temas góticos. La última obra del escritor alemán Theodor Storm, El jinete del caballo blanco (1888), también utiliza motivos y temas góticos.
Después de Gogol, la literatura rusa vio el auge del Realismo, pero muchos autores siguieron escribiendo historias dentro del territorio de la ficción gótica. Iván Serguéievich Turguéniev, uno de los realistas más célebres, escribió Fausto (1856), Fantasmas (1864), Canción del amor triunfante (1881) y Clara Milich (1883). Otro clásico del realismo ruso, Fiódor Mijáilovich Dostoievski, incorporó elementos góticos a muchas de sus obras, aunque ninguna puede considerarse puramente gótica. Grigory Petrovich Danilevsky, autor de novelas y relatos históricos y de los primeros relatos de ciencia ficción, escribió en 1879 Mertvec-ubiytsa (Asesino muerto). Asimismo, Grigori Alexandrovich Machtet escribió Zaklyatiy kazak, que ahora también puede considerarse gótica.

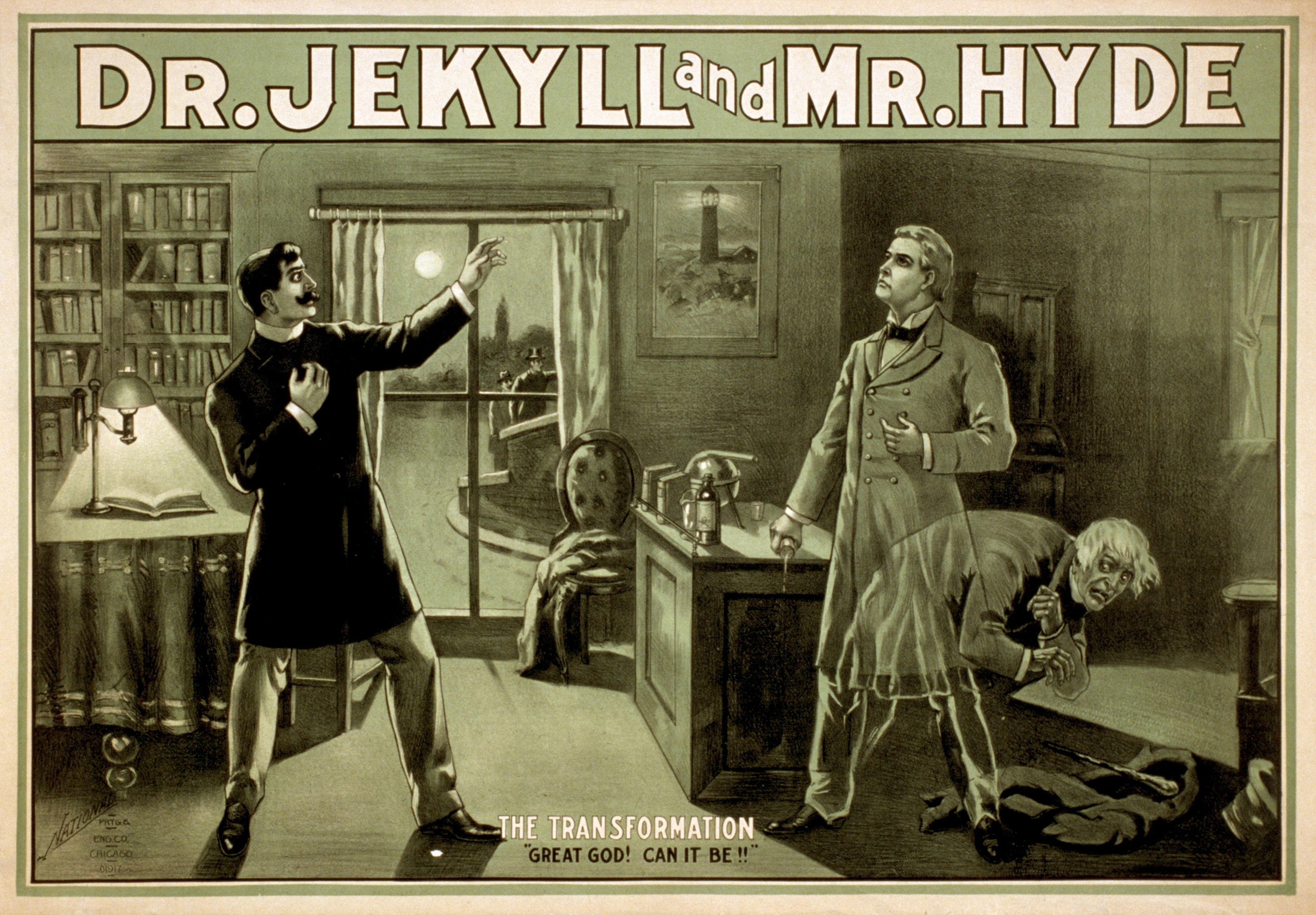
El extraño caso del doctor Jekyll y el señor Hyde (1886), de Robert Louis Stevenson, fue una obra gótica clásica de la década de 1880, que conoció numerosas adaptaciones escénicas.

La década de 1880 fue testigo del renacimiento del gótico como poderosa forma literaria aliada del fin de siecle, que ficcionalizaba temores contemporáneos como la degeneración ética y cuestionaba las estructuras sociales de la época. Entre las obras clásicas de este gótico urbano figuran El extraño caso del doctor Jekyll y el señor Hyde (1886), de Robert Louis Stevenson; El retrato de Dorian Gray (1891), de Oscar Wilde; Trilby (1894), de George du Maurier; El escarabajo (1897), de Richard Marsh; La vuelta de tuerca (1898), de Henry James y los relatos de Arthur Machen.
En Irlanda, la ficción gótica tendía a ser suministrada por el Dominio protestante angloirlandés. Según el crítico literario Terry Eagleton, Charles Maturin, Sheridan Le Fanu y Bram Stoker forman el núcleo del subgénero gótico irlandés con historias que presentan castillos situados en un paisaje árido y un elenco de aristócratas remotos que dominan a un campesinado atávico, que representan de forma alegórica la difícil situación política de la Irlanda católica sometida a la Dominación protestante. El uso que hace Le Fanu del villano tenebroso, la mansión prohibida y la heroína perseguida en El tío Silas (1864) muestra una influencia directa de Otranto de Walpole y Udolfo de Radcliffe. La colección de cuentos de Le Fanu In a Glass Darkly (1872) incluye el superlativo relato de vampiros Carmilla, que aportó sangre fresca a esa vertiente particular del gótico e influyó en la novela de vampiros de Bram Stoker Drácula (1897). El libro de Stoker creó al villano gótico más famoso de la historia, el conde Drácula, estableciendo Transilvania y Europa del Este como el locus classicus del gótico. Publicado el mismo año que Drácula, The Blood of the Vampire, de Florence Marryat, es otra obra de ficción vampírica que, como Carmilla, presenta a una mujer vampiro y destaca por su tratamiento del vampirismo como algo racial y medicalizado. La vampiresa, Harriet Brandt, es también una vampiresa psíquica, que mata sin querer.
Los católicos irlandeses también escribieron ficción gótica en el siglo XIX. Aunque algunos angloirlandeses dominaron y definieron el subgénero décadas más tarde, no fueron sus dueños. Entre los escritores góticos católicos irlandeses figuran Gerald Griffin, James Clarence Mangan y John y Michael Banim. William Carleton fue un notable escritor gótico y se convirtió del catolicismo al anglicanismo.

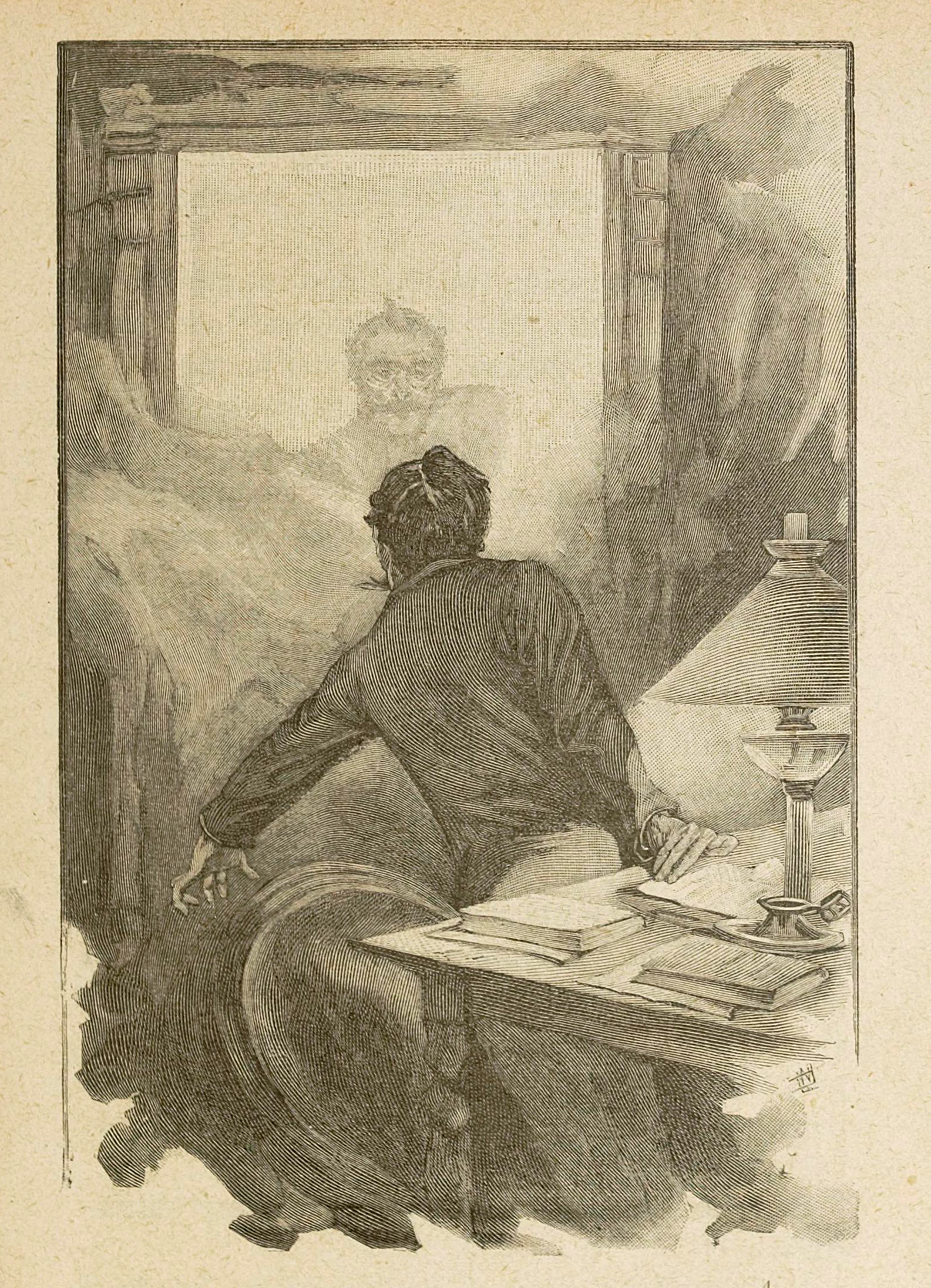
Le Horla (1887) de Guy de Maupassant

En Estados Unidos, dos notables escritores de finales del siglo XIX de tradición gótica fueron Ambrose Bierce y Robert W. Chambers. Los relatos cortos de Bierce seguían la tradición terrorífica y pesimista de Poe. Chambers siguió el estilo decadente de Wilde y Machen, e incluso incluyó a un personaje llamado Wilde en su obra El Rey de Amarillo (1895). Algunas obras del escritor canadiense Gilbert Parker también pertenecen a este género, como los relatos de The Lane that Had No Turning (1900).
En Francia se encuentra el cuento El Horla de Guy de Maupassant (1887), y la novela serializada El fantasma de la ópera (1909-1910), del escritor francés Gaston Leroux, es otro conocido ejemplo de ficción gótica de principios del siglo XX.
Aunque Julio Verne cultivó sobre todo los géneros de aventuras y de la ciencia ficción, existe una novela suya poco conocida que posee las características de la novela gótica: El castillo de los Cárpatos (1892). Dicha novela es considerada como una rara avis en la producción de Verne y suele considerarse como su única incursión en el género de la novela gótica, reuniendo todos los elementos que la caracterizan: un castillo tenebroso abandonado, una bella cantante de ópera supuestamente secuestrada por un malvado noble (el Barón Gortz), un héroe enamorado dispuesto a rescatarla hasta enloquecer, supersticiones populares sobre fantasmas y aparecidos, etc.
En Alemania, a principios del siglo XX, muchos autores alemanes escribían obras influidas por el Schauerroman, entre ellos Hanns Heinz Ewers.

### Gótico ruso
Hasta la década de 1990, los críticos rusos no consideraban el gótico ruso como un género o una etiqueta. Si se utilizaba, la palabra gótico servía para describir obras (en su mayoría tempranas) de Fiódor Dostoyevski de la década de 1880. La mayoría de los críticos utilizaron etiquetas como Romanticismo y fantastique, como en la colección de cuentos de 1984 traducida al inglés como Russian 19th-Century Gothic Tales, pero originalmente titulada Фантастический мир русской романтической повести, literalmente, ‘El fantástico mundo del Romanticismo ruso Novela Corta’. Sin embargo, desde mediados de la década de 1980, la ficción gótica rusa como género comenzó a ser objeto de debate en libros como The Gothic-Fantastic in Nineteenth-Century Russian Literature (Lo gótico-fantástico en la literatura rusa del siglo XIX), European Gothic: A Spirited Exchange 1760-1960, The Russian Gothic Novel and its British Antecedents (La novela gótica rusa y sus antecedentes británicos) y Goticheskiy roman v Rossii (La novela gótica en Rusia).
Se considera que el primer autor ruso cuya obra ha sido calificada de ficción gótica es Nikolay Mikhailovich Karamzin. Aunque muchas de sus obras contienen elementos góticos, la primera que pertenece puramente a la etiqueta de ficción gótica es Ostrov Borngolm (Isla de Bornholm), de 1793. Casi diez años más tarde, Nikolay Ivanovich Gnedich hizo lo propio con su novela de 1803 Don Corrado de Gerrera, ambientada en España durante el reinado de Felipe II. El término gótico también se utiliza a veces para describir las baladas de autores rusos como Vasili Andréievich Zhukovski, en particular “Ludmila” (1808) y “Svetlana” (1813), ambas traducciones basadas en la balada gótica alemana de Gottfreid August Burger, “Lenore”.
Durante los últimos años de la Rusia imperial, a principios del siglo XX, muchos autores siguieron escribiendo en el género de ficción gótica. Entre ellos se encuentran el historiador y escritor de ficción histórica Alexander Valentinovich Amfiteatrov y Leonid Nikolaievich Andreyev, que desarrollaron la caracterización psicológica; los simbolistas Valery Yakovlevich Bryusov, Alexander Grin, Anton Pavlovich Chekhov;y Aleksandr Ivanovich Kuprin. El Premio Nobel Iván Alekseyevich Bunin escribió Valle seco (1912), que se considera influenciada por la literatura gótica. En una monografía sobre el tema, Muireann Maguire escribe: “La centralidad de lo gótico-fantástico en la ficción rusa es casi imposible de exagerar y ciertamente excepcional en el contexto de la literatura mundial”.

## Ficción gótica delsigloXX

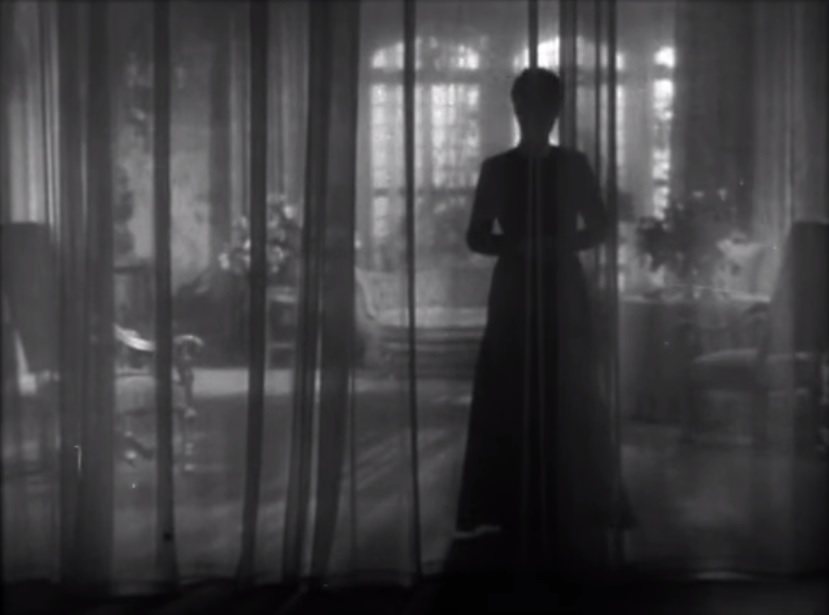
La Sra. Danvers en la adaptación cinematográfica de 1940 de Rebeca, de Daphne du Maurier.

La ficción gótica y el Modernismo se influyeron mutuamente. Esto suele ser evidente en la ficción detectivesca, la ficción de terror y la ciencia ficción, pero la influencia del gótico también puede apreciarse en el Modernismo de alta literatura del siglo XX. El retrato de Dorian Gray (1890), de Oscar Wilde, inició una reelaboración de formas literarias y mitos antiguos que se hizo común en la obra de Yeats, Eliot y Joyce, entre otros. En el Ulises de Joyce (1922), los vivos se transforman en fantasmas, lo que apunta a una Irlanda en éxtasis en aquella época y a una historia de traumas cíclicos desde la Gran Hambruna de la década de 1840 hasta el momento actual del texto. La forma en que Ulises utiliza tropos góticos como los fantasmas y los embrujos, al tiempo que elimina los elementos sobrenaturales de la ficción gótica del siglo XIX, indica una forma general de escritura gótica modernista en la primera mitad del siglo XX.

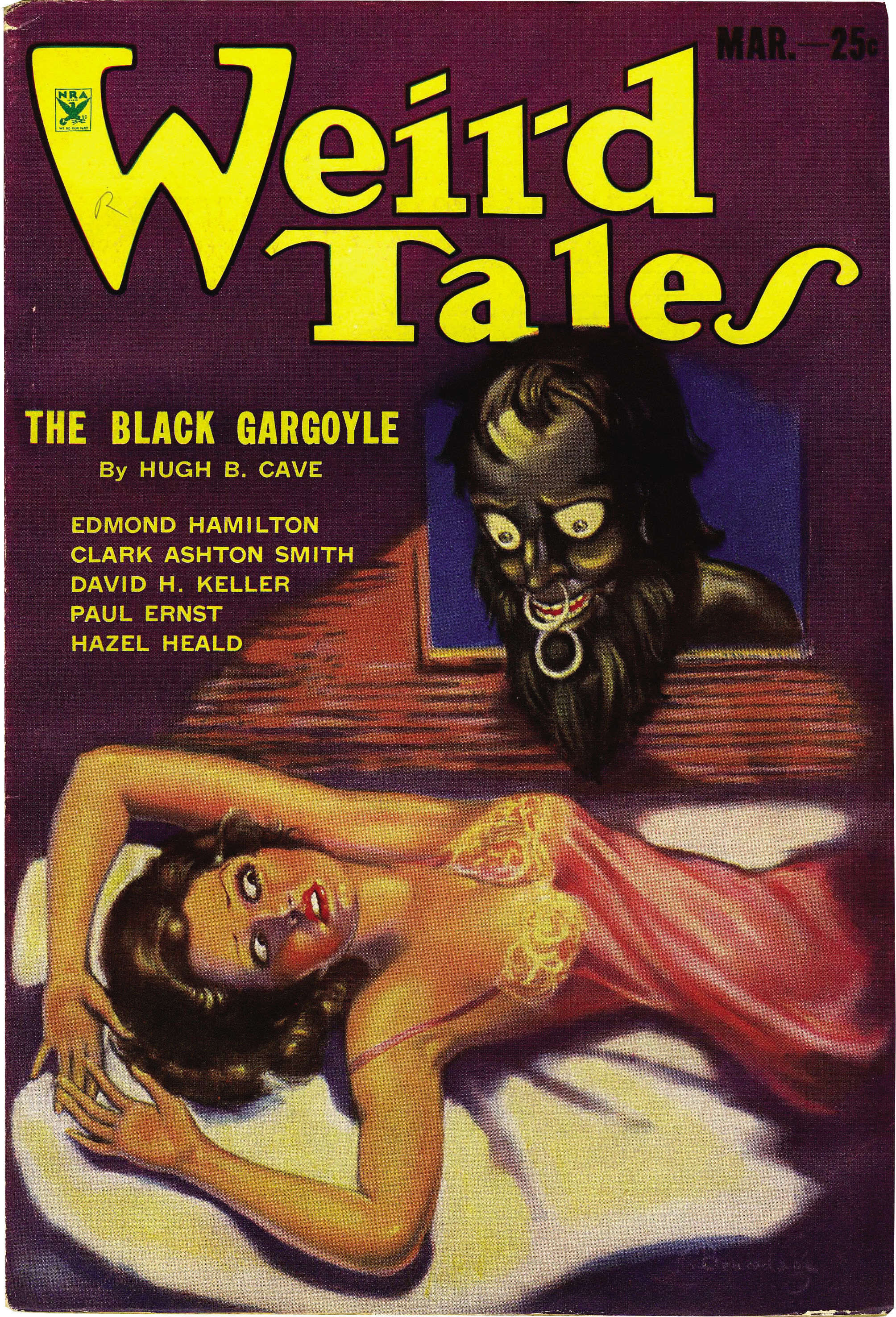
Revistas pulp como Weird Tales reeditaron y popularizaron el terror gótico del siglo anterior.

En Estados Unidos, revistas pulp como Weird Tales reeditaban cuentos clásicos de terror gótico del siglo anterior de autores como Poe, Arthur Conan Doyle y Edward Bulwer-Lytton, e imprimían nuevas historias de autores modernos que incluían tanto horrores tradicionales como nuevos. Entre los autores que publicaron en esta revista se encuentran Robert Bloch, Clark Ashton Smith, Fritz Leiber, Frank Belknap Long, Henry Kuttner, Seabury Quinn, August Derleth, Robert E. Howard, Donald Wandrei, etc. El más significativo de ellos fue H. P. Lovecraft, que también escribió un compendio de la tradición del horror gótico y sobrenatural en su Supernatural Horror in Literature (1936) y desarrolló un mito que influiría en el horror gótico y contemporáneo hasta bien entrado el siglo XXI, además de la invención de una nueva mitología pagana en pleno siglo XX. Este autor, cuyo principal referente, según él mismo confesaba, era su compatriota Poe, fue el creador del llamado cuento materialista de terror (por oposición al espiritualismo propio del relato de fantasmas tradicional). Introdujo, además, en el género elementos y contenidos propios de la naciente ciencia ficción, lo que tendría amplias repercusiones en toda la literatura y el cine posteriores.
El protegido de Lovecraft, Robert Bloch, colaboró en Weird Tales y escribió Psycho (1959), que se inspiraba en los intereses clásicos del género. A partir de ellos, el género gótico propiamente dicho dio paso a la ficción de terror moderna, considerada por algunos críticos literarios como una rama del gótico, aunque otros utilizan el término para englobar todo el género.
El tópico del hombre lobo fue introducido en el género por Guy Endore, con su novela El hombre lobo de París (1933), aunque hay claros antecedentes en Capitán de lobos de Alejandro Dumas padre.
Uno de los modelos de Lovecraft es el autor inglés, ya citado, William Hope Hodgson al cual se considera precursor del género de horror cósmico creado por aquel. Nacido en 1875 y muerto en 1918, su obra La casa en el confín de la tierra narra en primera persona las peripecias del habitante de una pequeña aldea irlandesa que es raptado por unos seres mitad hombres, mitad bestias, y transportado a otra dimensión.
La vertiente romántica del gótico se retomó en Rebeca (1938), de Daphne du Maurier, que algunos consideran influida por Jane Eyre, de Charlotte Brontë. Otros libros de du Maurier, como Jamaica Inn (1936), también muestran tendencias góticas. La obra de Du Maurier inspiró un importante corpus de góticas femeninas, cuyas heroínas se desmayaban o se aterrorizaban ante hombres byronianos de ceño fruncido que poseían acres de bienes raíces de primera calidad y el correspondiente droit du seigneur.

### Gótico sureño
El género también influyó en la literatura estadounidense, creando un género gótico sureño que combina algunas sensibilidades góticas, como lo grotesco, con el escenario y el estilo del sur de Estados Unidos. Algunos ejemplos son Erskine Caldwell, William Faulkner, Carson McCullers, John Kennedy Toole, Manly Wade Wellman, Eudora Welty, Rhodi Hawk, Tennessee Williams, Truman Capote, Flannery O'Connor, Davis Grubb, Anne Rice, Harper Lee y Cormac McCarthy.

### Nuevos romances góticos
Los romances góticos de producción masiva se hicieron populares en las décadas de 1950, 1960 y 1970 con autoras como Phyllis A. Whitney, Joan Aiken, Dorothy Eden, Victoria Holt, Barbara Michaels, Mary Stewart, Alicen White y Jill Tattersall. Muchas portadas muestran a una mujer aterrorizada con un atuendo diáfano frente a un lúgubre castillo, a menudo con una única ventana iluminada. Muchos se publicaron bajo el sello Paperback Library Gothic y se dirigieron al público femenino. Aunque la mayoría de los autores eran mujeres, algunos hombres escribieron romances góticos bajo seudónimos femeninos: las prolíficas Clarissa Ross y Marilyn Ross eran seudónimos del hombre Dan Ross; Frank Belknap Long publicó romances góticos bajo el nombre de su esposa, Lyda Belknap Long; el escritor británico Peter O'Donnell escribió bajo el seudónimo de Madeleine Brent. Aparte de sellos como Love Spell, discontinuado en 2010, muy pocos libros adoptan el término.Exceptuando a la autora y poeta norteamericana M.P. Conn (Maria Pilar Conn), que escribe en castellano ficción gótica con sus novelas La Casa del Marqués y La Canción del Baladre.

### Gótico contemporáneo
La ficción gótica sigue siendo muy practicada por autores contemporáneos.
Muchos escritores modernos de terror u otros tipos de ficción muestran una considerable sensibilidad gótica, como Anne Rice, Stella Coulson, Susan Hill, Billy Martin y Neil Gaiman, Ramsey Campbell, T. E. D. Klein, Brian Lumley así como en algunas obras de Stephen King.
Anne Rice (pseudónimo de Howard Allen Frances O'Brien), es famosa por la novela Entrevista con el vampiro, y por su versión cinematográfica, además de otras obras como Crónicas vampíricas y Las brujas de Mayfair. Son continuaciones de la primera Lestat y La reina de los condenados, de la que también existe una versión cinematográfica, además de El ladrón de cuerpos.
La novela de Thomas M. Disch El sacerdote (1994) llevaba por subtítulo Un romance gótico y se inspiraba en parte en El monje, de Matthew Lewis. Muchos escritores, como Billy Martin, Stephen King y, sobre todo, Clive Barker, se han centrado en la superficie del cuerpo y la visualidad de la sangre. La inglesa Rhiannon Ward es una de las escritoras más recientes de ficción gótica. Catriona Ward ganó el Premio Británico de Fantasía a la Mejor Novela de Terror por su novela gótica Rawblood en 2016.
Entre los escritores estadounidenses contemporáneos que siguen esta tradición se encuentran Joyce Carol Oates, con novelas como Bellefleur, A Bloodsmoor Romance y las colecciones de relatos Night-Side y Raymond Kennedy con su novela Lulu Incognito.
También se han desarrollado varias tradiciones góticas en Nueva Zelanda (con el subgénero denominado gótico neozelandés o gótico maorí) y Australia (conocido como gótico australiano). Estas tradiciones exploran desde la naturaleza multicultural de ambos países hasta su geografía natural. Entre las novelas de la tradición gótica australiana destacan The Secret River, de Kate Grenville y las obras de Kim Scott. Un género aún más reducido es el gótico tasmano, ambientado exclusivamente en la isla, con ejemplos destacados como Gould's Book of Fish, de Richard Flanagan y The Roving Party, de Rohan Wilson.
El gótico del sur de Ontario aplica una sensibilidad similar a un contexto cultural canadiense. Robertson Davies, Alice Munro, Barbara Gowdy, Timothy Findley y Margaret Atwood han producido notables ejemplos de esta forma. Otro escritor de esta tradición fue Henry Farrell, conocido sobre todo por su novela de terror de 1960 ¿Qué fue de Baby Jane? Las novelas de Farrell dieron lugar a un subgénero de Grande Dame Guignol en el cine, representado por películas como la de 1962, basada en la novela de Farrell y protagonizada por Bette Davis contra Joan Crawford; este subgénero de películas se denominó género psycho-biddy.
Entre los numerosos subgéneros góticos se incluye un nuevo gótico medioambiental o ecogótico, un gótico con conciencia ecológica que se ocupa de la naturaleza oscura y la ecofobia. Escritores y críticos del ecogótico sugieren que el género gótico está en una posición única para hablar de las ansiedades sobre el cambio climático y el futuro ecológico del planeta.
Entre los libros más vendidos del siglo XXI, la novela juvenil Crepúsculo, de Stephenie Meyer, se identifica cada vez más como una novela gótica, al igual que la novela de 2001 La sombra del viento, de Carlos Ruiz Zafón.

### Gótico latinoamericano
La literatura de tema y estilo gótico ha ido cobrando fuerza en Latinoamérica desde las primeras décadas del siglo XXI. El gótico latinoamericano se caracteriza por adoptar los temas característicos de la narrativa gótica europea y adaptarlos a las especificidades políticas y geográficas de la región. Algunas de las principales autoras cuya obra puede enmarcarse en esta corriente son María Fernanda Ampuero, Mariana Enríquez, Fernanda Melchor, Mónica Ojeda, Giovanna Rivero, Michelle Roche-Rodríguez y Samanta Schweblin.

## Otros medios
En el siglo XX se produjo un notable renacimiento del cine de terror gótico, como las clásicas películas de monstruos de la Universal de los años treinta, las películas de terror de la Hammer y el ciclo Poe de Roger Corman.
En los últimos años, la producción de este género se ha trasladado, en gran parte, desde el campo de la literatura al de la cinematografía, la historieta, la televisión y los videojuegos, dando origen a un nuevo subgénero de terror, el gore ('sangre espesa', 'coágulo' en inglés), caracterizado por el fácil recurso a las escenas sangrientas y la casquería barata.
En el cine hindi, la tradición gótica se combinó con aspectos de la cultura india, en particular la reencarnación, para crear un género gótico indio, a partir de Mahal (1949) y Madhumati (1958).
La serie de televisión gótica de los años sesenta Dark Shadows (Sombras tenebrosas) se inspiró generosamente en las tradiciones góticas, con elementos como mansiones encantadas, vampiros, brujas, romances condenados, hombres lobo, obsesión y locura.
A principios de la década de 1970 se produjo una minitendencia del cómic romántico gótico con títulos como The Dark Mansion of Forbidden Love y The Sinister House of Secret Love, de DC Comics, Haunted Love, de Charlton Comics, Gothic Tales of Love, de Curtis Magazines y Gothic Romances, de Atlas/Seaboard Comics.
La música rock del siglo XX también tuvo su lado gótico. El álbum de debut de Black Sabbath en 1970 creó un sonido oscuro diferente al de otras bandas de la época y ha sido calificado como el primer disco de goth-rock de la historia.
Sin embargo, el primer uso registrado de gótico para describir un estilo musical fue el de The Doors. El crítico John Stickney utilizó el término rock gótico para describir la música de The Doors en octubre de 1967 en una reseña publicada en The Williams Record. El álbum reconocido como iniciador del género musical gótico es Unknown Pleasures, de la banda Joy Division. Sin embargo, bandas anteriores como The Velvet Underground también contribuyeron al estilo distintivo del género. Los temas de escritores góticos como H. P. Lovecraft se utilizaron entre bandas de rock gótico y heavy metal, especialmente en el black metal, el thrash metal (The Call of Ktulu de Metallica), el death metal y el metal gótico. Por ejemplo, en sus composiciones, el músico de heavy metal King Diamond se deleita contando historias llenas de horror, teatralidad, satanismo y anticatolicismo.
En los juegos de rol (RPG), la aventura pionera de 1983 de Dungeons & Dragons, Ravenloft, ordena a los jugadores derrotar al vampiro Strahd von Zarovich, que suspira por su amante muerta. Ha sido aclamada como una de las mejores aventuras de rol de la historia e incluso inspiró todo un mundo ficticio del mismo nombre. Mundo de Tinieblas es una línea de RPG gótico-punk ambientada en el mundo real, con el elemento añadido de criaturas sobrenaturales como hombres lobo y vampiros. Además de su título estrella, Vampiro: la mascarada, la línea de juegos incluye varios RPG derivados, como Hombre lobo: el Apocalipsis, Mago: la ascensión, Wraith: The Oblivion, Hunter: The Reckoning y Changeling: El enueño, que permite un amplio abanico de personajes en la ambientación gótico-punk. My Life with Master utiliza las convenciones del terror gótico como metáfora de las relaciones abusivas, poniendo a los jugadores en la piel de los esbirros de un Amo tiránico y más grande que la vida.
Varios videojuegos presentan temas y argumentos de terror gótico. En la serie Castlevania, un héroe del linaje de los Belmont explora un viejo y oscuro castillo y lucha contra vampiros, hombres lobo, la criatura de Frankenstein y otros monstruos góticos, culminando en una batalla contra el mismísimo Drácula. Otros, como Ghosts 'n Goblins, presentan una parodia campestre de la ficción gótica. Resident Evil 7: Biohazard, de 2017, es un reinicio gótico sureño del videojuego de terror y supervivencia en el que un hombre corriente y su mujer se ven atrapados en una plantación abandonada y una mansión propiedad de una familia con siniestros y horribles secretos, donde deben enfrentarse a terroríficas visiones de un mutante fantasmal con forma de niña. Le siguió Resident Evil Village, de 2021, una secuela de terror gótico centrada en un héroe de acción que busca a su hija secuestrada en un misterioso pueblo de Europa del Este bajo el control de un extraño culto religioso habitado por hombres lobo, vampiros, fantasmas, cambiaformas y otros monstruos. La serie Devil May Cry se erige como una franquicia paródica y seria a partes iguales, que sigue las aventuras, acrobacias y percances del protagonista de la serie, Dante, mientras explora lúgubres castillos demoníacos, antiguos monumentos ocultos y paisajes urbanos en ruinas en su búsqueda por vengar a su madre y a su hermano. Los temas literarios góticos aparecen a lo largo de todo el relato, como la forma en que el pasado se cuela físicamente en el ambiguo escenario moderno, la recurrente imaginería de dobles (sobre todo en relación con Dante y su hermano gemelo) y los persistentes melodramas asociados a la fama, la ausencia y la herencia demoníaca del padre de Dante. A partir de Devil May Cry 3: Dante's Awakening, los elementos góticos femeninos entran en la serie a medida que la deuteragonista Lady trabaja en su propio complot de venganza contra su padre asesino, con el opresivo y constante abuso emocional y físico instigado por una figura patriarcal que sirve de pesado y discreto contrapeso a la extravagancia del resto de la historia. Por último, Bloodborne tiene lugar en la decadente ciudad gótica de Yharnam, donde el jugador debe enfrentarse a hombres lobo, mutantes, vampiros, brujas y otras muchas criaturas góticas. Sin embargo, el juego da un giro radical a mitad de camino, pasando del gótico al horror lovecraftiano.
El popular juego de cartas de mesa Magic: The Gathering, conocido por su universo paralelo formado por planos, cuenta con el plano conocido como Innistrad. Su estética general se basa en el horror gótico del noreste de Europa. Entre los habitantes habituales de Innistrad hay cultistas, fantasmas, vampiros, hombres lobo y zombis.
Entre las películas modernas de terror gótico figuran Sleepy Hollow, Entrevista con el vampiro, Underworld, El hombre lobo, Desde el infierno, Dorian Gray, Déjame entrar, La mujer de negro y Crimson Peak.
La serie de televisión Penny Dreadful (2014-2016) reúne a muchos personajes góticos clásicos en un thriller psicológico ambientado en los oscuros rincones del Londres victoriano.
La oscarizada película coreana Parasite también ha sido calificada de gótica, concretamente de gótica revolucionaria.
Recientemente, la serie original de Netflix The Haunting of Hill House y su sucesora The Haunting of Bly Manor han integrado convenciones góticas clásicas en el terror psicológico moderno.

## Beca
Los educadores en estudios literarios, culturales y arquitectónicos aprecian el gótico como un ámbito que facilita la investigación de los inicios de la certeza científica. Como ha afirmado Carol Senf, “el gótico fue... un contrapeso producido por escritores y pensadores que se sentían limitados por una visión del mundo tan confiada y reconocían que el poder del pasado, lo irracional y lo violento siguen oscilando en el mundo”. Como tal, el gótico ayuda a los estudiantes a comprender mejor sus dudas sobre la seguridad en sí mismos de los científicos actuales. En Escocia se imparte el que probablemente fue el primer programa de posgrado del mundo dedicado exclusivamente al género: el Máster en Letras en el imaginario gótico de la Universidad de Stirling, incorporado por primera vez en 1996.

## Obras góticas
- El castillo de Otranto (1764), de Horace Walpole.
- The Old English Baron / El viejo barón inglés (1778) de Clara Reeve.
- The Recess (1785), de Sophia Lee.
- Vathek (1786), de William Beckford.
- Das Petermännchen (1792) de Christian Heinrich Spiess
- Los misterios de Udolfo (1794), de Ann Radcliffe.
- Las aventuras de Caleb Williams (1794), de William Godwin
- The Children of the Abbey / Los hijos de la abadía (1796), de Regina Maria Roche
- El Monje (1796), de Matthew Gregory Lewis.
- El italiano, o el confesionario de los penitentes negros (1796-1797), de Ann Radcliffe.
- La mendiga de Locarno (1797), de Heinrich von Kleist
- Der blond Eckbert (1797), de Ludwig Tieck
- Clermont (1798), de Regina Maria Roche.
- Wieland o la transformación (1798), de Charles Brocken.
- St. León (1799), de William Godwin.
- La historia milagrosa de Peter Schlemihl / El hombre que perdió su sombra (1814) de Adelbert von Chamisso
- Manuscrito encontrado en Zaragoza (1805-1815), de Jan Potocki.
- Los elixires del diablo (1815-1816) (Die elixiere das Teufels), de E. T. A. Hoffmann.
- El mayorazgo (1817) , de E. T. A. Hoffmann.
- Frankenstein o el moderno Prometeo (1818) , de Mary Shelley.
- Das Marmorbild / La imagen de mármol (1818) de Joseph von Eichendorff.
- Die Majoratsherren / Los amos del mayorazgo (1819), de Achim von Arnim.
- El vampiro (1819), de John William Polidori
- Melmoth el errabundo (1820), de Charles Robert Maturin
- Vampirismo (1821), de E. T. A. Hoffmann
- Infernaliana (1822), de Charles Nodier
- The Private Memoirs and Confessions of a Justified Sinner / Las memorias privadas y las confesiones de un pecador justificado (1824), de James Hogg
- Nuestra Señora de París (1831), de Victor Hugo
- La caída de la casa Usher (1839), de Edgar Allan Poe
- Varney el vampiro, o el festín de sangre (1845-1847), de James Malcolm Rymer y Thomas Preskett.
- Cumbres Borrascosas (1847), de Emily Brontë
- La casa de los siete tejados (1851), de Nathaniel Hawthorne
- El fauno de mármol (1860), de Nathaniel Hawthorne
- El monte de las ánimas (1861), de Gustavo Adolfo Bécquer
- Carmilla (1872), de J. S. Le Fanu.
- El extraño caso del Dr. Jekyll y Mr. Hyde (1880), de R. L. Stevenson
- El fantasma de Canterville (1887), de Oscar Wilde
- El retrato de Dorian Gray (1890), de Oscar Wilde
- El castillo de los Cárpatos (1892), de Julio Verne
- Otra vuelta de tuerca (1897), de Henry James
- Drácula (1897), de Bram Stoker
- La bestia en la cueva (1905), de Howard Phillips Lovecraft
- El fantasma de la ópera (1910), de Gastón Leroux
- La guarida del gusano blanco (1911), de Bram Stoker
- La torre de los siete jorobados (1920), de Emilio Carrere. Llevada al cine por Edgar Neville en 1944
- La sombra blanca de Casarás (1931), de Jesús de Aragón